# Campagne d'Allemagne (1805)
Pour les articles homonymes, voir Campagne d'Allemagne et Campagne d'Autriche.
Troisième Coalition
Batailles
Batailles navales
- Rocher du Diamant (1805)
- Cap Finisterre (1805)
- îles Chausey (1805)
- Trafalgar (1805)
- Cap Ortegal (1805)

Campagne d'Allemagne (1805) : opérations en Bavière - Autriche - Moravie
- Donauwörth
- Wertingen
- Günzburg
- Haslach-Jungingen
- Memmingen
- Elchingen
- Nerenstetten
- Neresheim
- Ulm
- Ried
- Lambach
- Bodenbichl
- Steyr
- Amstetten
- Mariazell
- Dürenstein
- Hollabrunn (Schöngrabern)
- Wischau
- Austerlitz

Campagne d'Italie (1805) : Opérations en Italie du Nord
- Vérone
- Caldiero
- Forano
- Castelfranco Veneto

Invasion de Naples (1806)
- Gaète
- Campo Tenese
- Maida
- Lauria
- Maratea
- Amantea
- Mileto

La campagne d'Allemagne et d'Autriche de 1805, aussi appelée campagne d'Autriche de 1805, est l'une des principales campagnes de Napoléon Ier et se déroula pendant la guerre de la Troisième Coalition. Napoléon abandonne ses préparatifs de débarquement en Angleterre au camp de Boulogne pour se tourner contre ses deux grands adversaires continentaux, l'Autriche et la Russie. Il encercle et capture une armée autrichienne lors de la campagne d'Ulm, entre dans Vienne et va au-devant des forces réunies austro-russes qu'il bat à la bataille d'Austerlitz, ce qui lui permet de dicter ses conditions de paix à l'Autriche à la paix de Presbourg. 

## Contexte

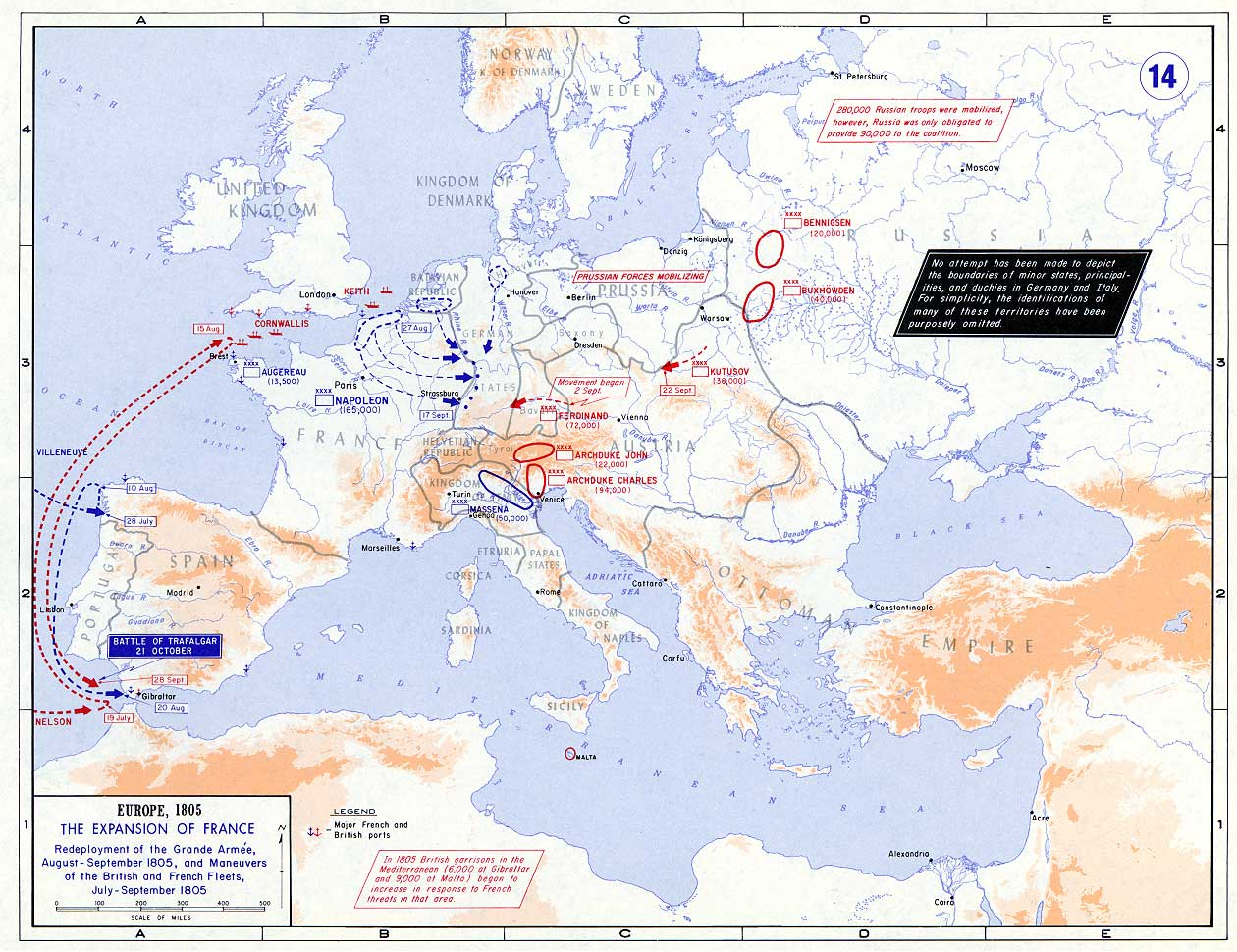
Situation stratégique de l'Europe en 1805.

À la suite de l'exécution du duc d'Enghien, de la création de l'Empire, ainsi que la constitution de la première Grande Armée, l'empire d'Autriche et la Russie, sous l'impulsion du Royaume-Uni, forment la Troisième Coalition contre la France de Napoléon.
L'armée de la monarchie de Habsbourg est alors en pleine réorganisation : deux décrets des 22 juin et 27 août 1805 redistribuent les unités tandis que deux nouveaux règlements d'exercices, promulgués le 25 février et le 20 juin pour l'infanterie, entrent seulement en vigueur. Elle compte sur un potentiel de 267 000 fantassins, 38 000 cavaliers et 30 000 hommes de l'artillerie, du génie et du train. Au point de vue financier, les deux principales puissances terrestres de la Coalition, Russie et Autriche, ont accumulé un lourd déficit et doivent compter sur les subsides de leur allié britannique : le parlement de Londres leur a voté un financement de 1,25 million de livres sterling pour 100 000 hommes de troupes régulières mises en campagne, avec un versement de trois mois d'avance ; l'Autriche, qui doit supporter le premier effort de la guerre, a obtenu un versement de cinq mois.
Dans un article publié le 26 janvier 1805, quelques mois avant l'ouverture de la campagne, le géographe danois Conrad Malte-Brun résume la réputation de l'armée autrichienne (en) :

« L'armée autrichienne est censée former en temps de paix un ensemble de 380,000 combattants, dont 240,000 d'infanterie régulière, 50,000 de cavalerie régulière, 12,000 d'artillerie, 70,000 de milices frontières et autres troupes irrégulières. La cavalerie hongroise et polonaise est excellente ; les Tyroliens sont des tirailleurs redoutables ; en général les Autrichiens, depuis qu'ils sont sortis de la terrible école de la guerre de Sept Ans, sont comptés au nombre des meilleurs soldats de l'Europe. Les malheurs qu'ont éprouvé leurs armées tenaient à l'influence désastreuse du conseil aulique militaire, comprimée aujourd'hui, mais non pas anéantie par l'archiduc Charles. Les généraux n'osaient vaincre sans avoir envoyé chercher la permission à Vienne. »

## Préparatifs français

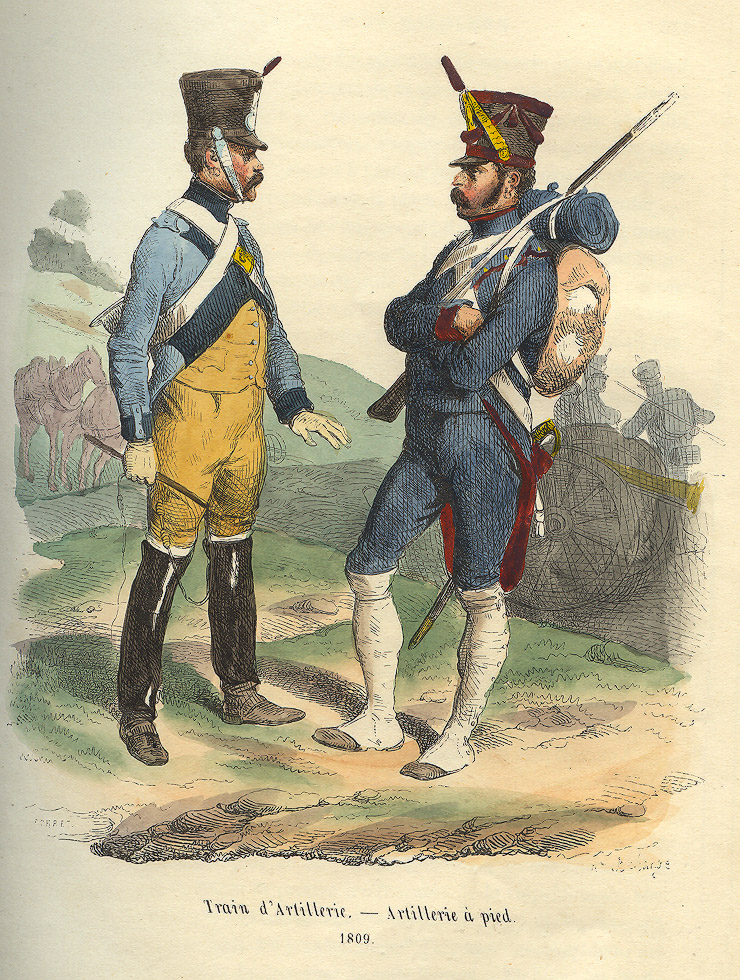
Train et artillerie de campagne : mobilité et puissance de feu sont deux des points forts de l'armée française. Dessin d'Hippolyte Bellangé, 1843.

Après l'échec des opérations navales de l'amiral Villeneuve qui devait attirer la flotte britannique loin de la Manche et qui retourne s'abriter dans Cadix le 21 août 1805, Napoléon doit abandonner ses projets de débarquement en Angleterre. À la mi-août 1805, il décide de lever le camp de Boulogne et de retourner la Grande Armée contre les Autrichiens pour les mettre hors de combat avant l'arrivée des renforts russes : « Je cours au plus pressé (…) Au 1er vendémiaire [23 septembre], je me trouve avec 200 000 hommes en Allemagne (…) Je marche sur Vienne, et ne pose les armes que je n'aie Naples, Venise, et augmenté tellement les États de l'Électeur de Bavière que je n'aie plus rien à craindre de l'Autriche. »  Le 29 août 1805, Napoléon se met en route vers Strasbourg. Cinq jours plus tard son avant-garde est aux bords du Rhin et sera rejointe par le gros de l'armée un mois après.
Le plan de Napoléon prévoit de franchir le Rhin, l'armée principale traversant les États de l'électeur de Bade et de celui de Wurtemberg, alliés de la France, tandis qu'une armée de couverture (1er et 2e corps) passe par la Franconie pour tendre la main aux Bavarois. La neutralité du royaume de Prusse permet de ne laisser qu'un minimum de troupes sur le flanc nord. Contrairement à une légende propagée par la suite, Napoléon ne s'attend pas à voir les Autrichiens se concentrer à Ulm : il prend ses dispositions pour faire face à toutes les circonstances possibles.
La Grande Armée bénéficie de plusieurs atouts majeurs, notamment son organisation en corps d'armée, grandes unités fonctionnelles qui rassemblent infanterie, cavalerie et artillerie de campagne en regroupant plusieurs divisions : ils peuvent fonctionner de façon autonome, se diviser ou céder des unités, tenir tête séparément à une armée ennemie et se coordonner pour des opérations plus vastes à l'échelle de la campagne. Les opérations peuvent se développer sur plusieurs centaines de kilomètres pour n'engager la bataille qu'au moment le plus favorable. Typiquement, l'artillerie, regroupée en une grande batterie en un point sensible, ébranle les lignes ennemies qui sont ensuite disloquées par l'assaut de l'infanterie, puis la poursuite de l'ennemi par la cavalerie achève la victoire. Le long séjour au camp de Boulogne a permis aux corps d'armée de parfaire leur entraînement et d'atteindre une cohésion maximale : ils peuvent passer de la colonne au carré d'infanterie en quelques minutes.
Les corps français, avant le début de la campagne, sont disposés comme suit :
- 1er corps (maréchal Bernadotte), venu de l'électorat de Hanovre, à Göttingen
- 2e corps (général Marmont), comprenant une division hollandaise, à Utrecht
- 3e corps (maréchal Davout) à Ambleteuse
- 4e corps (maréchal Soult) au camp de Boulogne
- 5e corps (maréchal Lannes) à Étaples
- 6e corps (maréchal Ney) à Montreuil-sur-Mer
- Réserve générale de cavalerie (maréchal Murat)
- Garde impériale à Paris, chargée d'accompagner Napoléon et de soutenir ses actions principales (maréchal Bessières)
- Corps du général Augereau
- Trois corps d'armée de réserve sont en formation et doivent être complétés par la conscription : l'un entre la Somme et l'Escaut (maréchal Brune), le deuxième autour de Mayence (maréchal Lefebvre), le troisième autour de Strasbourg (maréchal Kellermann)

Avec les alliés bavarois, badois et wurtembergeois, l'armée d'Allemagne doit rassembler un total de 225 000 hommes.
Les ordres de marche sont envoyés le 26 août et toutes les dispositions sont prises pour que les corps soient rassemblés sur le Rhin le 25 septembre : Marmont à Mayence, Davout à Mannheim, Soult à Spire, Ney à Pforzheim, Murat et Lannes à Strasbourg.
Les soldats chantent un refrain composé pour la circonstance, sur l'air du Curé de Pomponne :

« Les Autrichiens disaient tout bas :

Les Français vont vite en besogne ;

Prenons tant qu'ils n'y sont pas,

L'Alsace et la Bourgogne.

Ah ! Tu t'en souviendras la-ri-ra,

Du départ de Boulogne. (bis) »

## Préparatifs des Coalisés

### Armées autrichiennes en Allemagne du sud et en Italie
L'armée autrichienne du général Mack se rassemble au camp de Wels en Haute-Autriche. Le gouvernement de Vienne souhaiterait attendre l'arrivée de l'armée russe de Koutouzov mais Mack préfère occuper le sud de la Bavière pour attendre les Français au débouché de la Forêt-Noire. Il espère entraîner dans la Coalition l'électeur Maximilien de Bavière : il ignore que celui-ci, le 24 août, a signé un traité secret d'alliance avec la France. Le 25 août, Napoléon écrit à Maximilien : « Que Votre Altesse, pour déguiser mes mouvements, devienne plus que jamais pacifique, feigne de craindre plus que jamais l'armée autrichienne (…) qu'elle ne néglige rien cependant pour rendre ma marche plus rapide, qu'elle me procure abondamment des subsistances et des charrois, sans se démasquer ». La même lettre contient la recommandation précise de « faire confectionner 500,000 rations de biscuit à Wurzbourg et 500,000 à Ulm ». L'Autriche envoie le général Schwartzenberg pour sommer l'électeur de joindre l'armée bavaroise aux forces autrichiennes : celui-ci s'enfuit de sa capitale dans la nuit du 8 au 9 septembre pour se réfugier avec ses troupes à Würzburg. La Bavière est traitée en pays occupé.
Dans le même temps, les Autrichiens rassemblent une armée à la frontière de la Vénétie, sous le commandement de l'archiduc Charles, avec l'intention de reconquérir les territoires italiens perdus au traité de Lunéville en 1801. Elle fait face à une armée française inférieure en nombre, commandée par le maréchal André Masséna. La campagne d'Italie de 1805 se déroule parallèlement à celle d'Allemagne. Les deux camps restent à peu près sur leurs positions jusqu'au milieu d'octobre.
Le plan de guerre initial des coalisés prévoyait que la principale offensive autrichienne serait celle menée par l'archiduc Charles en Italie ; Mack, avec l'armée d'Allemagne, devait avancer jusqu'au Lech pour s'assurer de la Bavière, puis attendre les renforts russes sur le Danube, le débarquement russo-suédois en Allemagne du Nord et l'éventuelle entrée en guerre de la Prusse ; c'est de sa propre initiative qu'il avance jusqu'à Ulm et à la Forêt-Noire alors que la Prusse reste neutre et que le ralliement de la Bavière, du Bade et du Wurtemberg à Napoléon augmente ses forces de 21 000 hommes.

### Armées russes sur le Danube et en Allemagne du nord

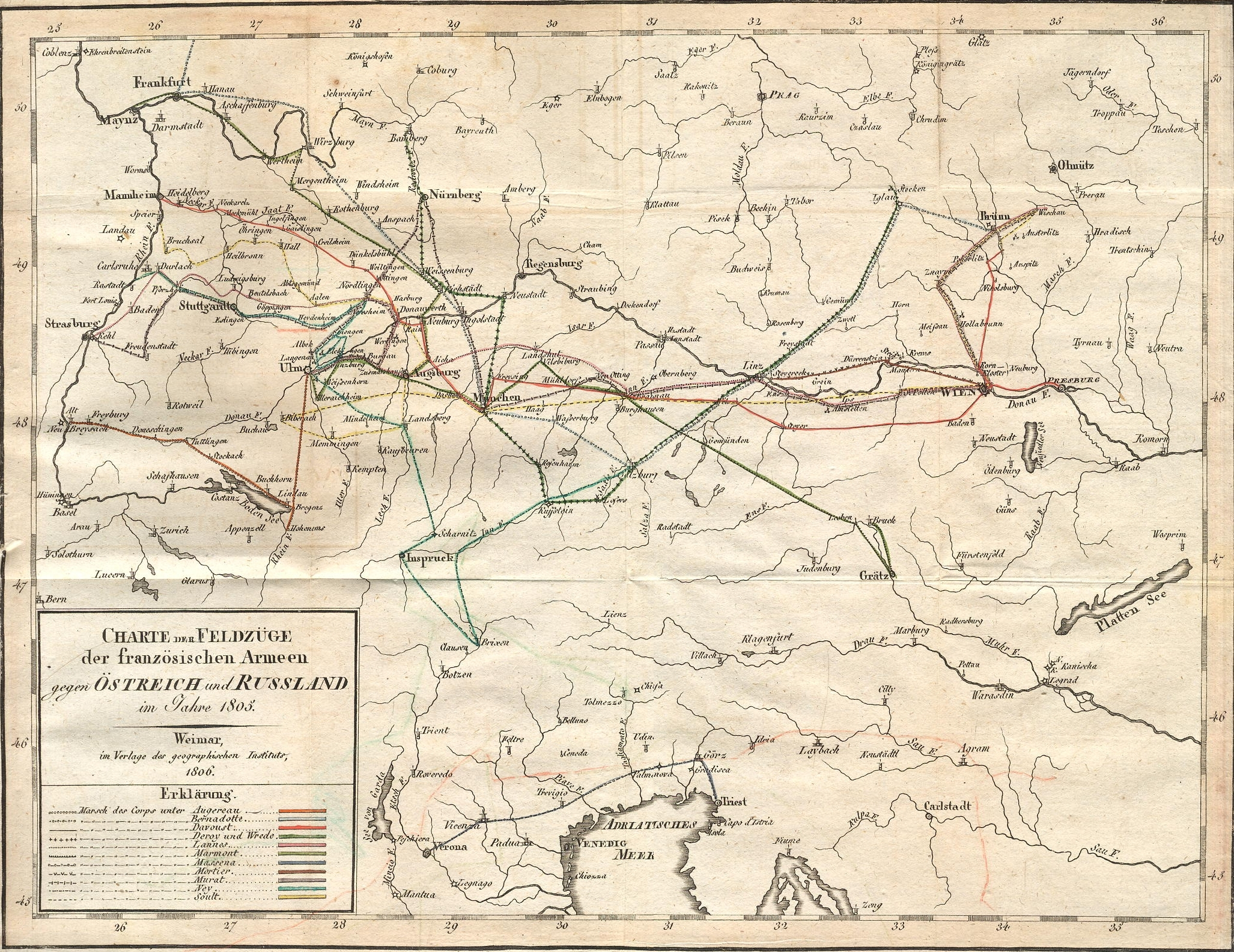
Carte de la campagne de 1805.

Le militaire et diplomate britannique Robert Thomas Wilson, qui  a accompagné l'armée russe pendant la campagne de Prusse et de Pologne en 1807, émet un jugement très favorable sur le soldat russe mais beaucoup moins sur son commandement :

« L'infanterie est généralement composée d'hommes athlétiques entre 18 et 40 ans, dotés d'une grande force physique mais généralement de courte taille, d'allure et de complexion martiales ; endurcis aux extrêmes du climat et du terrain, à la nourriture la plus mauvaise et la plus répugnante, aux marches de jour et de nuit avec quatre heures de repos pour six heures de marche ; accoutumés aux tâches laborieuses et aux plus pesants fardeaux ; féroces mais disciplinés ; braves avec opiniâtreté et susceptibles d'élans enthousiastes ; dévoués à leur souverain, à leur chef et à leur patrie. Religieux sans être affaiblis par la superstition ; patients, dociles et obéissants ; possédant tous les avantages caractéristiques d'un peuple barbare avec les avantages attachés à la civilisation […] La baïonnette est l'arme russe par excellence […] Mais, si remarquable que soit le courage russe sur le champ de bataille, les mouvements d'une armée russe ne se conforment ni aux règles de l'art de la guerre, ni à la pratique établie par Souvorov et offrent à un ennemi entreprenant, même inférieur en nombre, tous les avantages qu'il peut tirer du désordre de leurs rangs. »

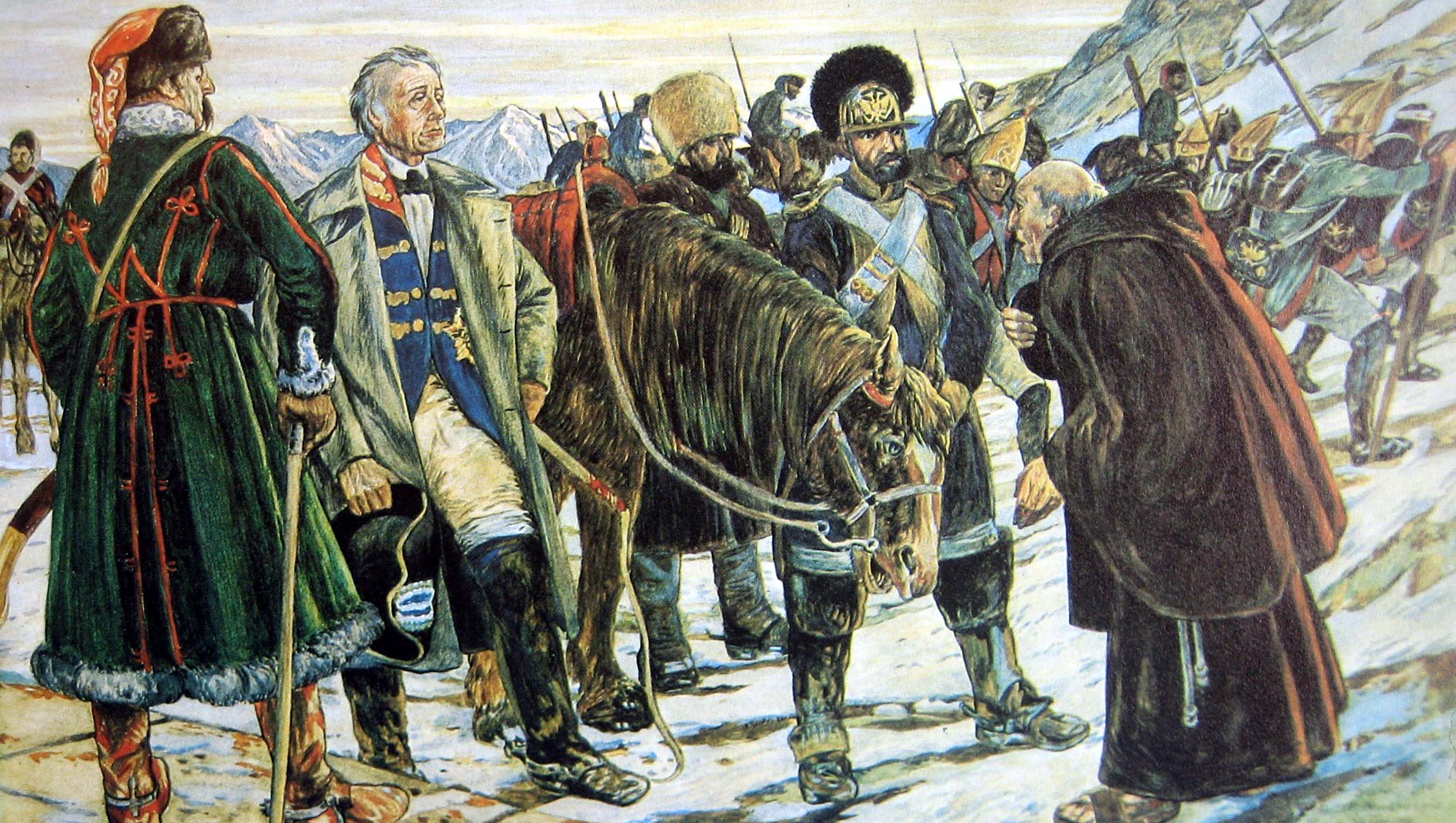
Alexandre Souvorov (1730-1800), le meilleur général russe du XVIII et le maître de Koutouzov, lors du passage des Alpes suisses en 1799. Toile de Hans Beat Wieland (1867-1945).

L'armée russe de Koutouzov, forte de 46 000 hommes, est rassemblée à Radyvyliv en Volhynie et se dirige vers la frontière de la Galicie autrichienne qu'elle franchit le 25 août pour se diriger vers le Danube. Cependant, l'empereur Alexandre redoute une attaque de l'Empire ottoman sur ses frontières méridionales et retire à Koutouzov une partie de son effectif qui ne le rejoindra qu'avec plusieurs semaines de retard.
En outre, une « armée du Nord » de 40 000 hommes doit être rassemblée par les Russes à la frontière de la Prusse : sa présence doit inciter la Prusse à se joindre à la Coalition, ce qui entraînerait les autres principautés allemandes, Saxe, Hesse, Brunswick. Une « seconde armée du Nord », formée de 16 000 Russes, 16 000 Suédois, 16 000 Danois et 3 000 Mecklembourgeois, doit s'embarquer pour Stralsund en Poméranie suédoise afin d'envahir la Hollande, alliée de la France.
Cette « seconde armée du Nord » commandée par Alexandre Ostermann-Tolstoï, avec un effectif porté à 20 363 hommes, s'embarque le 24 septembre à Kronstadt et Reval sur une flotte de 12 vaisseaux de ligne, 8 frégates et 140 bateaux marchands commandée par l'amiral George Tate. La flotte fait relâche à Stralsund mais l'armée suédoise n'est absolument pas prête et les négociations avec la Prusse traînent en longueur : les Russes décident de rembarquer pour le Hanovre et débarquent à l'embouchure du Weser, comptant opérer en Allemagne du Nord avec un soutien britannique

## Campagne d'Ulm

### Déroulement général

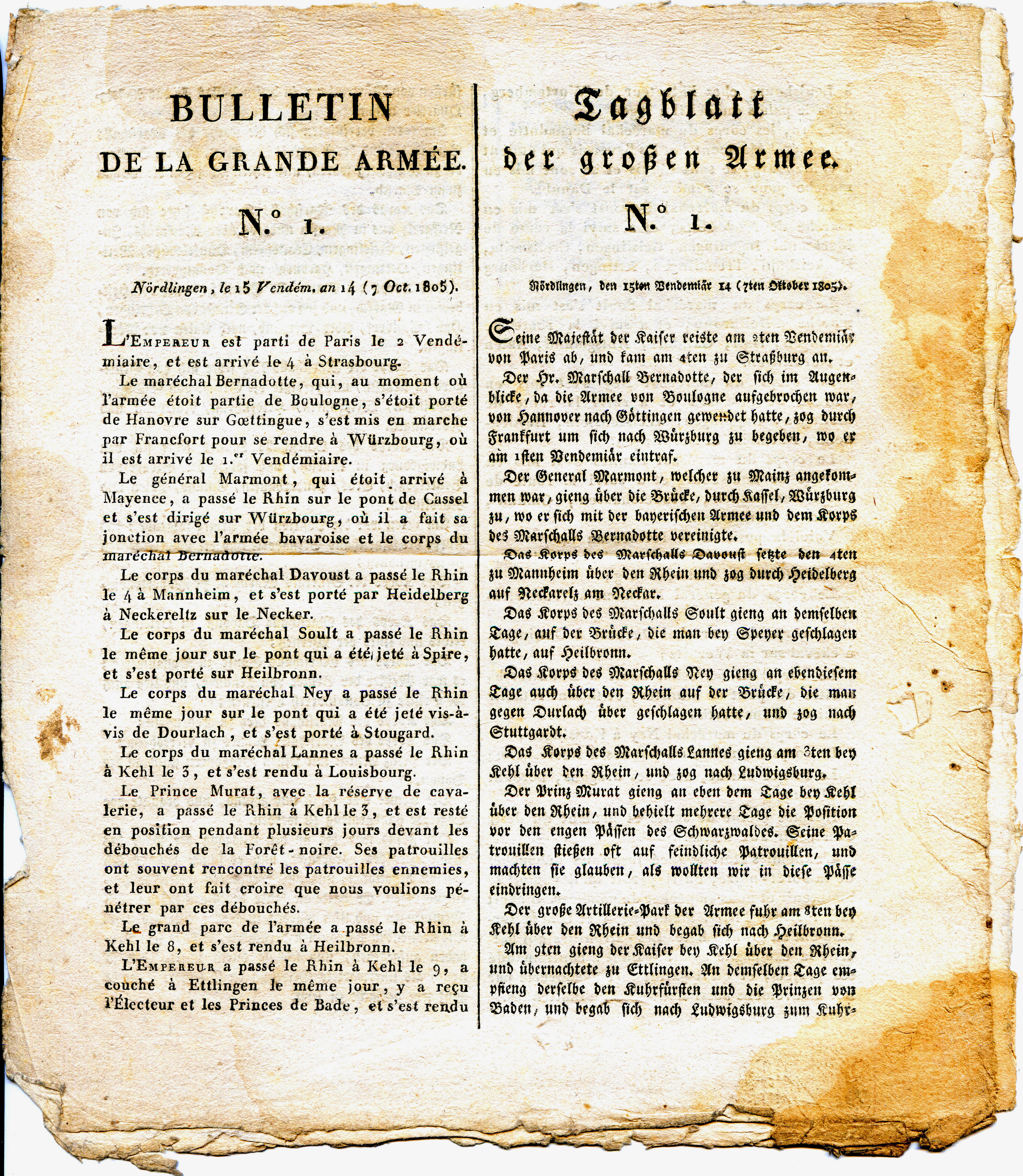
Bulletin de la Grande Armée, n°1, daté du 15 vendémiaire an 14 (7 octobre 1805), annonçant le passage du Rhin par l'armée française.

L'armée autrichienne de Souabe est sous le commandement nominal de l'archiduc Ferdinand et effectif de son chef d'état-major Karl Mack. Celui-ci aligne 60 000 hommes au total mais il se montre « hésitant et pusillanime » : il se laisse abuser par les faux renseignements transmis par l'espion Schulmeister et par les mouvements de diversion du corps français de Joachim Murat. Il se place en position défensive devant Ulm, au débouché de la Forêt-Noire, pour attendre les renforts russes amenés par Mikhaïl Koutouzov, mais ses différents corps se font battre en détail par des Français beaucoup plus manœuvriers et déterminés. Après plusieurs contre-marches, il se laisse encercler et doit capituler dans Ulm le 20 octobre 1805.

### Déploiement de la Grande Armée entre Rhin et Danube
« Si, maintenant l'on envisage l'ensemble de cette marche de la Grande Armée du Rhin au Danube et si l'on considère le dispositif et les circonstances, on ne s'étonnera pas de la voir citée par tous les bons auteurs militaires comme un des exemples les plus remarquables de marche bien ordonnée. »

Le 2 octobre, Napoléon est à Ettlingen en Bade d'où il écrit à son frère Joseph : « Vous pouvez faire mettre dans le Moniteur que l'armée a déjà remporté deux grandes victoires : la première, parce qu'elle n'a ni malades, ni déserteurs, qu'au contraire beaucoup de conscrits l'ont rejointe ; la seconde victoire, c'est que les armées bavaroise, badoise et wurtembergeoise se sont jointes à nous ».
L'armée française est déployée sur un front de 240 kilomètres qui doit se resserrer progressivement à une centaine de kilomètres à mesure que les différents corps se rapprocheront de l'ennemi. Le corps de Bernadotte, à l'extrême gauche, va faire sa jonction avec les Bavarois vers Bamberg et Würzburg en violant la neutralité de la principauté d'Ansbach : il est destiné à faire face aux renforts austro-russes arrivant de l'est tandis que l'aile droite s'active dans la Forêt-Noire pour s'assurer de l'électeur de Wurtemberg, encore hésitant, et faire croire à Mack que l'offensive principale va déboucher de ce côté. Napoléon dort à Ludwigsburg le 3 octobre et ordonne à ses forces centrales de converger vers Nördlingen afin de prendre l'armée de Mack à revers : l'ensemble de ces forces atteint 135 000 hommes.

### Franchissement du Danube et enveloppement de l'armée autrichienne

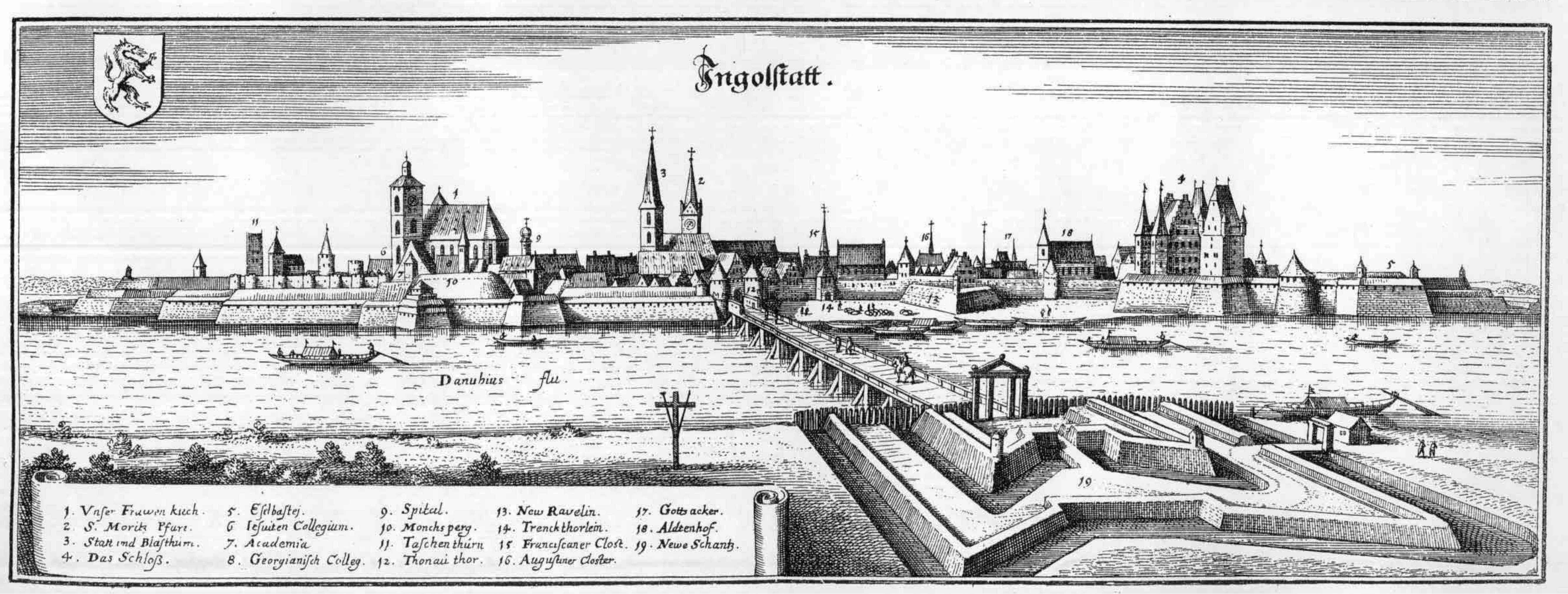
Ville et pont d'Ingolstadt sur le Danube, gravure de Matthäus Merian, 1665.

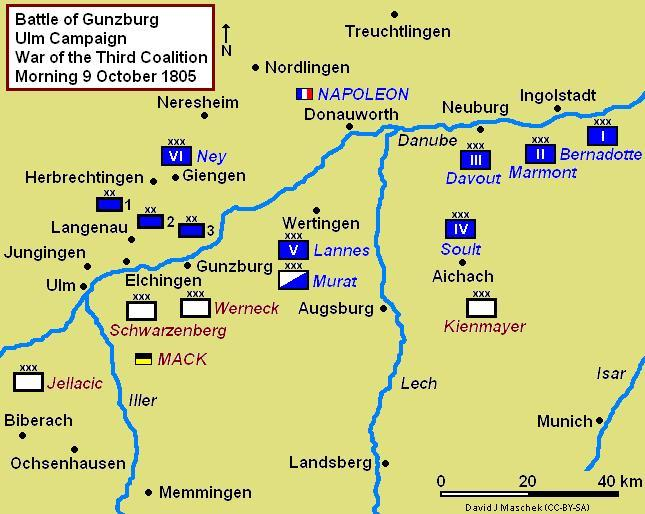
Position des armées au 9 octobre 1805.

Mack, trompé par les mouvements de diversion français vers le Neckar, ne voit pas venir la menace sur son flanc nord. Le corps de 20 000 hommes de Kienmayer lui paraît suffisant pour couvrir ce secteur tandis qu'il resserre le reste de ses unités autour d'Ulm. Les différents corps autrichiens autour d'Ulm, hors celui de Kienmayer, totalisent 66 000 fantassins et 9 000 cavaliers. Les derniers courriers de l'archiduc Ferdinand avant l'encerclement décrivent son armée « pleine d'ardeur et de courage ». La caisse de l'armée, à la date du 6 octobre, contient la somme de 1 692 435 florins.
Napoléon s'attendait à une grande bataille à Nördlingen, carrefour routier près du Danube : ses différents corps réunis totalisent 30 000 hommes. Le 6 octobre au soir, la division Vandamme s'empare du pont de Donauwörth, défendu par un seul bataillon : les dégâts sont vite réparés et le corps de Lannes franchit le Danube sans encombre dans la journée du 7, suivi par la cavalerie de Murat qui court s'emparer du pont de Rain sur la Lech ; Kienmayer bat en retraite en ne livrant que quelques escarmouches. Le 8, Davout et Marmont franchissent le Danube à Neubourg et le 9, Bernadotte en fait autant à Ingolstadt. L'armée française, presque sans combat, est maintenant largement déployée au sud du Danube sur les arrières de Mack. La cavalerie de Murat, forte de 7 000 hommes, est en mesure de couper les routes entre Ulm et Augsbourg. 

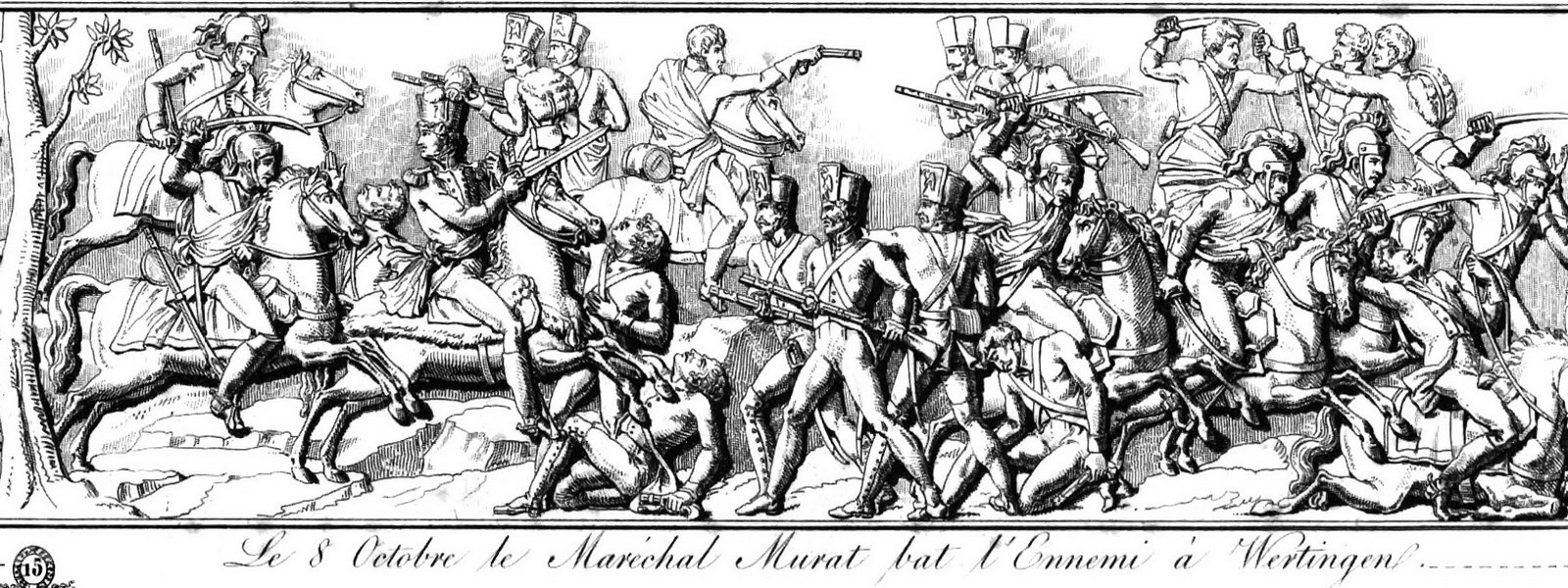
Murat bat les Autrichiens à Wertingen, dessin d'après un bas-relief de la colonne Vendôme, 1810.

Le 7 octobre, Mack apprend la prise du pont de Donauwörth ; il croit à un simple coup de main et envoie le corps de Franz Xaver von Auffenberg, fort de 8 000 hommes, pour barrer la route aux Français. Ce n'est que le lendemain qu'il comprend que les Français arrivent en masse par plusieurs ponts et sont en train de le couper de ses arrières. Le corps de Kienmayer, coupé de Mack par l'avance des Français, se replie en direction de Munich. 
Le 8 octobre, la bataille de Wertingen oppose le 5e corps de Lannes et la cavalerie de Murat au corps d'Auffenberg. Ce dernier tente de battre en retraite vers Zusmarshausen en formant ses troupes en un seul grand carré mais le terrain ne lui permet pas de conserver sa cohésion ; le carré est disloqué et battu. Auffenberg est capturé dans la poursuite. Les Autrichiens perdent 334 tués et blessés, 1 469 prisonniers, 3 drapeaux et 6 canons.

### Première tentative de retraite autrichienne et combat de Günzburg

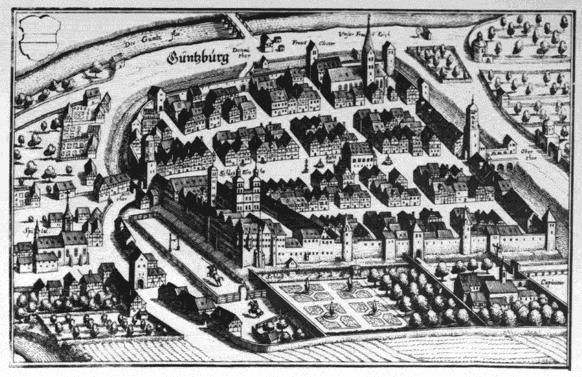
Plan de Günzburg en 1643.

Le 9 octobre, Mack se décide à évacuer Ulm et battre en retraite vers la Bohême en passant par Günzburg, sur la rive nord du Danube. Il se heurte au 6e corps du maréchal Ney. La bataille de Günzburg tourne à la confusion des Autrichiens : surpris alors qu'ils traversent un pont sur la rivière Günz, dans un secteur marécageux, leurs premiers échelons refluent vers le bourg, provoquant un embouteillage qui arrête leur progression, tandis que la division Malher s'empare d'une des portes de Günzburg. Les Autrichiens perdent 800 tués et blessés, 1 200 prisonniers ; les Français, 700 tués et blessés. Pendant la nuit, Mack ordonne d'évacuer et de retourner dans Ulm.

### Deuxième tentative de retraite à Haslach-Jungingen
Mack tente de nouveau d'échapper à l'encerclement en évacuant Ulm et en se dirigeant vers la Bohême par la rive nord du Danube alors que Napoléon l'attendait sur la rive sud, sur la route du Tyrol. Mack se heurte le 12 octobre à la 1re division du 6e corps du général de division Pierre Dupont de l'Étang à Haslach près de Jungingen (de) : les forces françaises, inférieures en nombre, se battent toute la journée et sont menacées d'écrasement mais Mack, craignant à tort de voir arriver le gros de l'armée française, se replie vers Ulm. Pour masquer cette erreur de Napoléon, ni le nom de Dupont, ni celui de Haslach ne sont mentionnés dans le Bulletin de la Grande Armée.

### Prise de Memmingen

Les fortifications de Memmingen en 1737.

Le 13 octobre, le 4e corps du maréchal Soult arrive devant Memmingen, petite forteresse qui abrite les entrepôts de l'armée autrichienne. La garnison commandée par Karl Spangen (de), réduite à 4 500 hommes avec 10 pièces d'artillerie de campagne, n'est guère en mesure de résister, d'autant moins que la population civile lui est défavorable : après un court bombardement, Spangen capitule le 14 octobre.

### Troisième tentative de retraite et bataille d'Elchingen

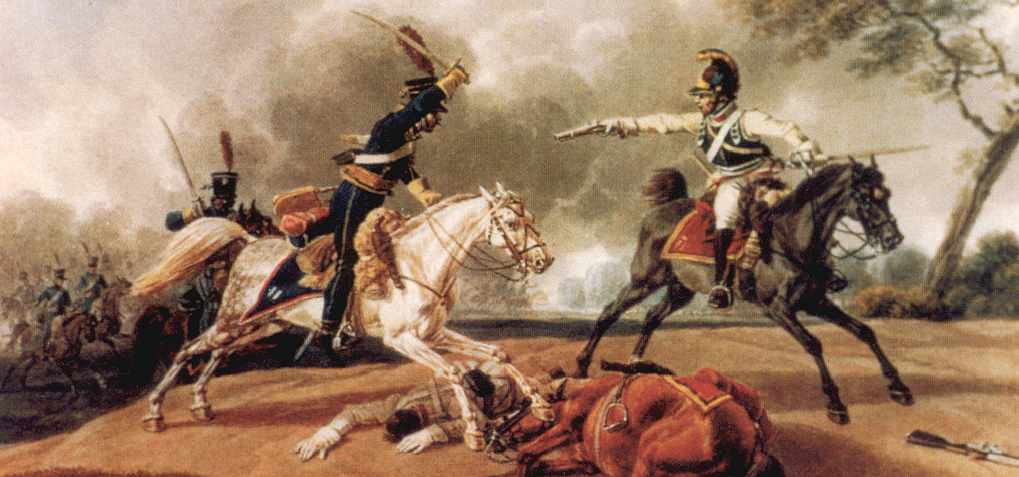
Cuirassier autrichien poursuivi par des hussards français, peinture de Wilhelm von Kobell, 1805.

Le 13 octobre, Mack fait une dernière tentative pour mettre son armée en marche vers la Bohême mais le mouvement est mené avec tant de lenteur, sur des routes boueuses, qu'il finit par y renoncer et revenir vers Ulm, d'autant que dans la journée, des faux renseignements lui font croire que l'armée britannique (en) a débarqué dans le nord de la France et que Napoléon va faire demi-tour pour y faire face. Le corps autrichien de Johann von Riesch, parti en avant et qui n'était pas prévenu de ce revirement, reste isolé et se fait battre à la bataille d'Elchingen le 14 octobre par le 6e corps de Ney. Le maréchal y gagne le titre de duc d'Elchingen.

### Siège d'Ulm

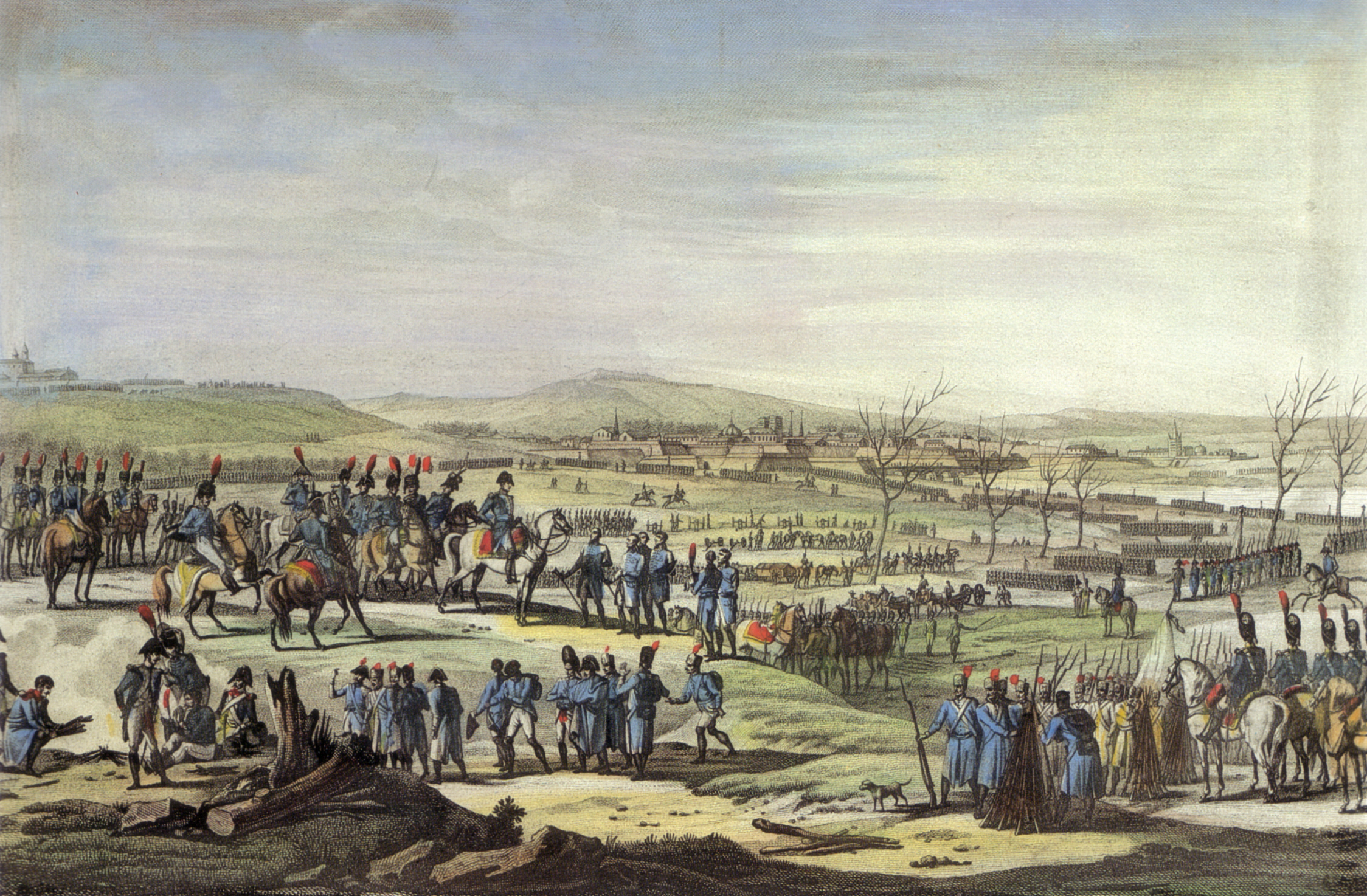
Capitulation d'Ulm le 20 octobre 1805, gravure de Pigeot, 1817.

Après l'échec de plusieurs tentatives de retraite, la plus grande partie de l'armée de Mack reste encerclée dans Ulm du 15 au 20 octobre. Les forces françaises rassemblées l'emportent avec 80 000 hommes contre 27 000 Autrichiens sur leurs 60 000 hommes de départ. Plusieurs petites unités ont pu échapper à l'encerclement. Le 15 octobre, les Français effectuent une amorce d'assaut aux portes de la ville, et le 16, entreprennent de la bombarder. Mack envoie un émissaire, le prince de Liechtenstein : Napoléon lui déclare que les Russes sont trop loin pour intervenir et que si Mack ne capitule pas à bref délai, la ville sera prise d'assaut et le combat se terminera en bain de sang. Il rappelle que lors de la prise de Jaffa en 1799, il a fait passer au fil de l'épée 4 000 Turcs. Après une suspension d'armes de quelques jours, Mack capitule le 20 octobre. Il obtient que sa capitulation ne soit effective qu'à partir du 25 octobre : si une armée de secours austro-russe arrive dans cet intervalle, ses hommes seront relâchés contre la promesse de ne plus combattre dans cette guerre. Aucun secours n'apparaissant, ils partent comme prisonniers de guerre.
La garnison autrichienne sort d'Ulm le 20 octobre à 15 h, défile devant Napoléon et l'armée française, dépose ses armes et rentre dans la ville pour attendre l'expiration du délai. Napoléon ordonne que « le corps entier de M. le maréchal Ney, composé de (…), ne quittera pas Ulm et un rayon de dix lieues jusqu'au 25 octobre à minuit, époque où expire la capitulation ». Par la suite, il décrète que « le mois de vendémiaire sera compté comme une campagne à tous les individus qui composent la Grande Armée ».

### Retraite de Werneck et de l'archiduc Ferdinand

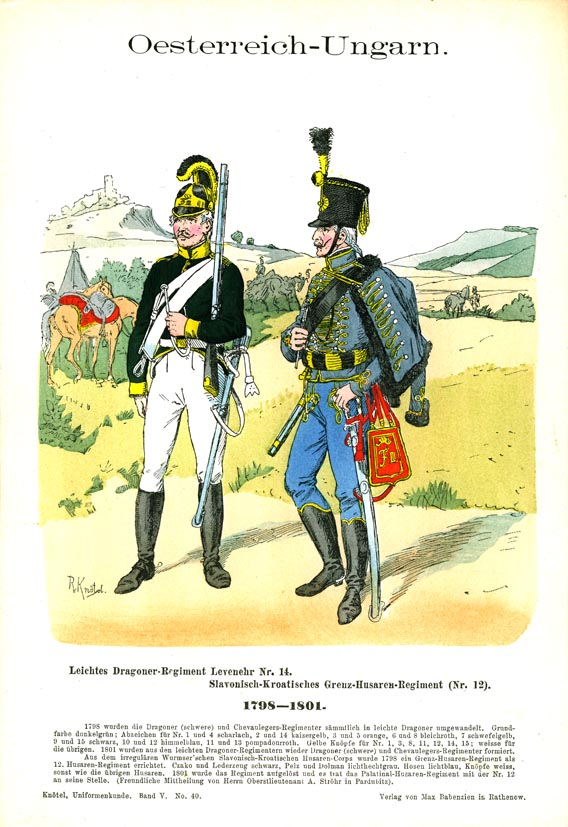
Cavalerie de l'armée des Habsbourg vers 1798-1801, dessin de Richard Knötel, 1890.

Dans la nuit du 14 au 15 octobre, l'archiduc Ferdinand, contre les ordres de Mack qui veut rester sur place jusqu'à l'arrivée des Russes, quitte Ulm avec une partie de ses troupes et va rejoindre celles du Feldmarschall-Leutnant Franz von Werneck pour échapper à l'encerclement. En tout, ils rassemblent 15 000 hommes avec le grand parc d'artillerie. La colonne prend la route conduisant vers la Bohême en contournant la place de Nördlingen qui est tenue par les Français. Cependant, le soir du 14 octobre, Werneck est informé du combat d'Elchingen et décide de ramener une partie de ses forces vers Ulm, espérant prendre les Français à revers et faciliter la sortie de Mack. Dans la journée du 15, ses unités progressent lentement en plusieurs colonnes sur des routes très boueuses ; l'une d'elles est arrêtée par la résistance d'un détachement français à Albeck. Napoléon, comprenant qu'une partie importante de l'armée autrichienne se trouve sur ses arrières, envoie contre elle la cavalerie de Murat renforcée par la division d'infanterie de Dupont. Le 16 octobre, Ferdinand, arrivé à Aalen, ordonne à Werneck de le rejoindre et de reprendre sans plus tarder sa marche vers l'est. La division du général Dániel Mecséry (hu), détachée du corps de Werneck, est rattrapée par Murat à Nerenstetten. Après un dur combat, Mecséry se replie pendant la nuit en abandonnant 2 500 prisonniers. Il rejoint le reste du corps de Werneck qui est rattrapé le lendemain. Une partie des troupes autrichiennes arrive à retenir les dragons français pendant une journée lors du combat de Neresheim. Werneck n'a plus que 1 700 à 1 800 hommes, complètement exténués, lorsqu'il arrive à Trochtelfingen : il se résigne à capituler et seuls quelques cavaliers arrivent à s'échapper. Le parc d'artillerie autrichien est capturé le même jour à Bopfingen. Cependant, le sacrifice de ce corps permet à Ferdinand d'échapper aux poursuivants. L'archiduc passe enfin la frontière de Bohême et arrive à Egra le 23 octobre avec les hommes qui lui restent : 1 700 cavaliers et 562 artilleurs et soldats du train.

## Opérations dans le Tyrol et le Vorarlberg

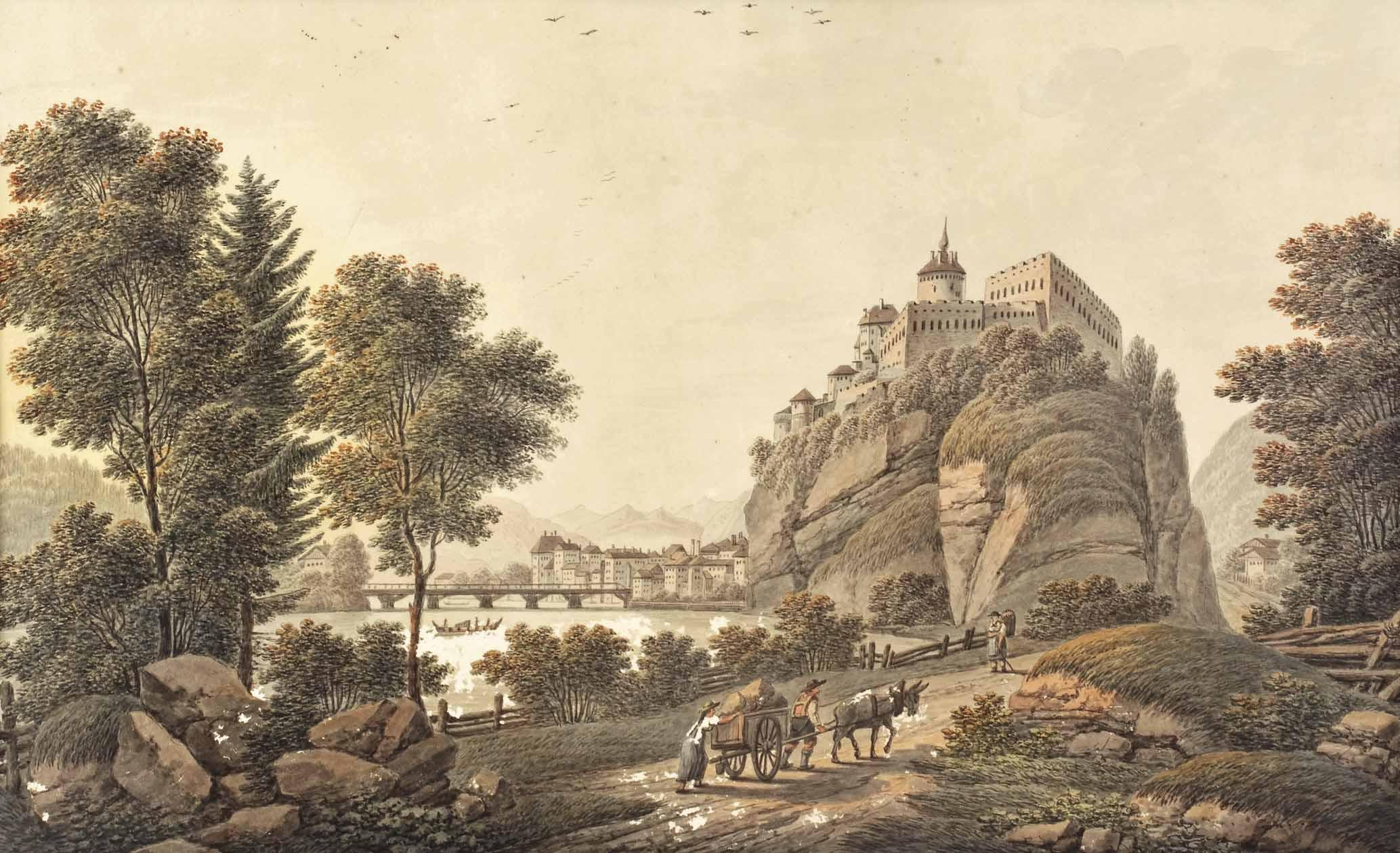
La forteresse de Kufstein, peinture de Louis Wallée (1773-1838).

La destruction de l'armée de Mack à Ulm laisse de côté une partie des forces autrichiennes dans le Tyrol et le Vorarlberg : au total 24 000 à 25 000 hommes
sous le commandement de l'archiduc Jean, y compris quelques rescapés d'Ulm et les hommes de la milice locale. Ils sont répartis en quatre corps mal coordonnés, commandés respectivement par Franjo Jelačić en Vorarlberg, Jean-Gabriel du Chasteler autour de Rattenberg et de la forteresse de Kufstein, Franz Xaver von Saint-Julien (de) autour d'Innsbruck, Johann Festenberg von Hassenwein commandant la réserve à Innsbruck ; le petit détachement de Johann von Szénássy viendra s'y joindre après la défaite du corps de Maximilian de Merveldt à Zell.
Le détachement commandé par Franjo Jelačić, échappé de l'encerclement à Ulm, tente vainement de rejoindre la garnison de Spangen à Memmingen puis se réfugie dans le Vorarlberg. Après quelques escarmouches contre le corps français d'Augereau, il finit par faire sa reddition le 13 novembre à Dornbirn avec 4 000 hommes.
Le corps français de Ney est détaché vers le sud pour réduire les unités autrichiennes éparses. Après quelques escarmouches, l'archiduc Jean se replie vers le Tyrol du Sud par le col du Brenner et Ney entre dans Innsbruck sans rencontrer de résistance le 5 novembre.
La division bavaroise commandée par Bernard Erasme von Deroy arrive le 7 novembre devant Kufstein, forteresse escarpée qui ne tarde pas à se rendre ; la petite garnison de 750 hommes obtient de sortir de la place le 10 novembre pour aller rejoindre Chasteler.

## Marche vers Vienne

### Réunion des forces autrichiennes et russes

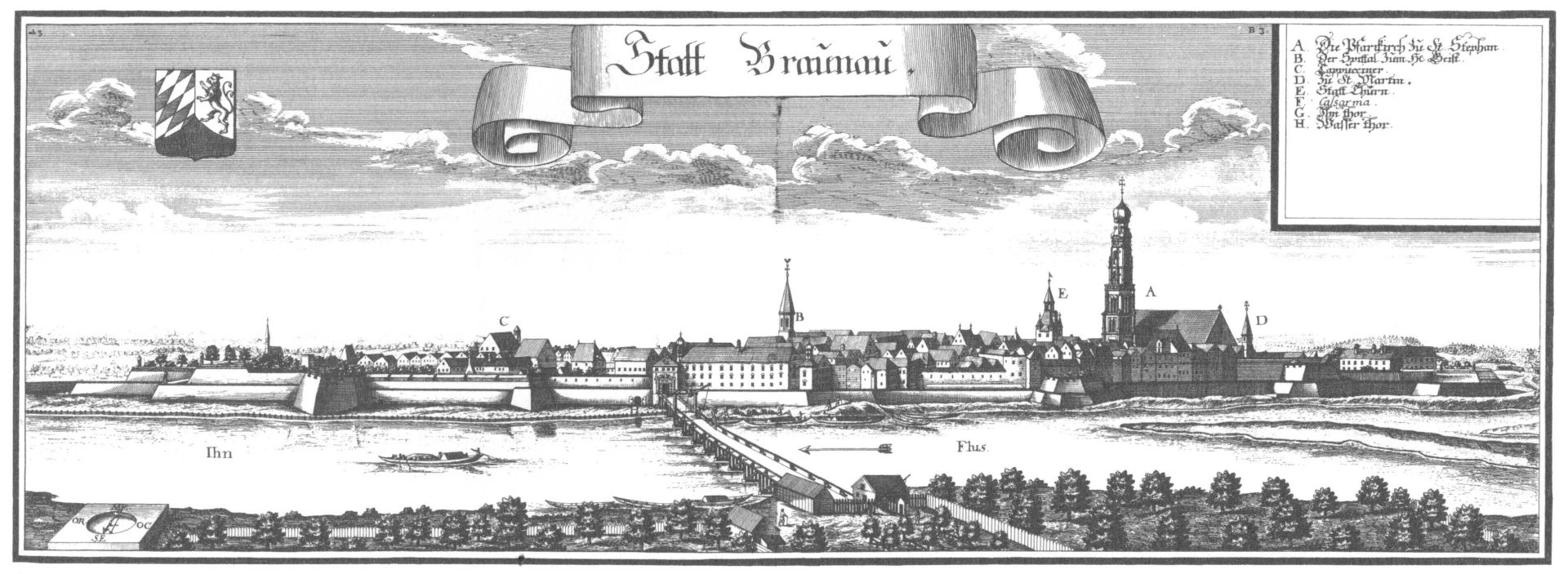
Braunau-sur-Inn, gravure de Michael Wening, 1721.

Cependant, l'armée russe de Mikhaïl Koutouzov arrive en Haute-Autriche : son avant-garde est sur l'Inn le 11 octobre et, le 22 octobre, ses différentes colonnes sont réunies à Braunau. L'armée autrichienne de Maximilian de Merveldt est placée sous le commandement supérieur de Koutouzov ; elle est augmentée par le corps de Kienmayer, estimé à 18 000 hommes, et d'autres éléments échappés à l'encerclement d'Ulm. Depuis le 12 octobre, les courriers de l'archiduc Ferdinand n'arrivent plus et les reconnaissances de cavalerie autrichiennes sont interceptées.
Les troupes russes sont éprouvées par la longueur de la marche : beaucoup de soldats n'ont même plus de chaussures et marchent pieds nus. Bien qu'elles aient perdu 6 000 hommes par les maladies et les intempéries, les forces austro-russes réunies totalisent 50 000 hommes. Les Autrichiens, qui ignorent encore la capitulation d'Ulm, réclament que Koutouzov marche immédiatement pour délivrer la ville mais celui-ci ne souhaite pas risquer une bataille prématurée. La nouvelle de la capitulation est portée par Mack lui-même, libéré sur parole. Koutouzov et l'empereur François se rencontrent à Wels pour convenir d'un nouveau plan d'opérations. Avec les renforts en marche, les Russes peuvent rassembler 30 200 fantassins, 5 720 cavaliers et 3 000 hommes de l'artillerie et des troupes techniques ; les Autrichiens arrivent à 18 000 fantassins et 7 000 cavaliers. L'Autriche a encore un corps de réserve en formation à Vienne, 13 000 hommes dont seulement 3 000 soldats instruits, ainsi que 9 000 hommes en Bohême sous le commandement nominal de l'archiduc Ferdinand ; une colonne russe de 6 000 hommes, venue de la frontière ottomane, n'arrivera que plus tard. Les Autrichiens décident de rappeler du front italien l'armée de l'archiduc Charles, engagée en Vénétie : compte tenu des délais de déplacement, l'armée austro-russe du Danube doit battre en retraite vers Vienne en livrant des combats de retardement jusqu'à l'arrivée de Charles qui portera l'effectif total des Austro-Russes à 150 000 hommes. En même temps, l'armée russe du nord, forte de 47 000 hommes commandés par le grand-duc Constantin et qui se tenait à la frontière de la Prusse, marche pour se joindre à celle de Koutouzov. Autrichiens et Russes espèrent que la Prusse va prochainement se joindre à la Coalition : son gouvernement a adressé des protestations aux Français pour la violation du territoire de la principauté d'Ansbach, appartenant à une branche des Hohenzollern.

### Les Français entrent en Autriche
Napoléon, qui a quitté Augsbourg le 11 octobre pour conduire les dernières opérations contre Ulm, laisse Bernadotte et Davout en Bavière. Bernadotte entre à Munich le 12 octobre et s'emploie à rétablir le gouvernement électoral ; Davout avance jusqu'à Braunau pour surveiller le corps autrichien de Michael Kienmayer qui évite l'affrontement et se replie vers l'est. Le 18 octobre, ayant éliminé le corps de Werneck et pratiquement réglé la capitulation d'Ulm, Napoléon ordonne à ses différents corps de se porter sur l'Inn. Le 21 octobre, il transfère son quartier général et sa principale base d'approvisionnement à Augsbourg dont il fait relever les fortifications. Le 26 octobre, les corps français sont sur l'Inn. Lannes, à l'aile gauche de l'armée, marche vers Braunau ; Murat, Soult, Davout et la Garde impériale, vers Mühldorf ; Bernadotte et Marmont, sur l'aile droite, vers Wasserburg et Salzbourg. Les Austro-Russes n'opposent que peu de résistance et les Français ont vite fait de rétablir les ponts sur l'Inn ; Napoléon décide de transférer sa base d'approvisionnement d'Augsbourg à Braunau.

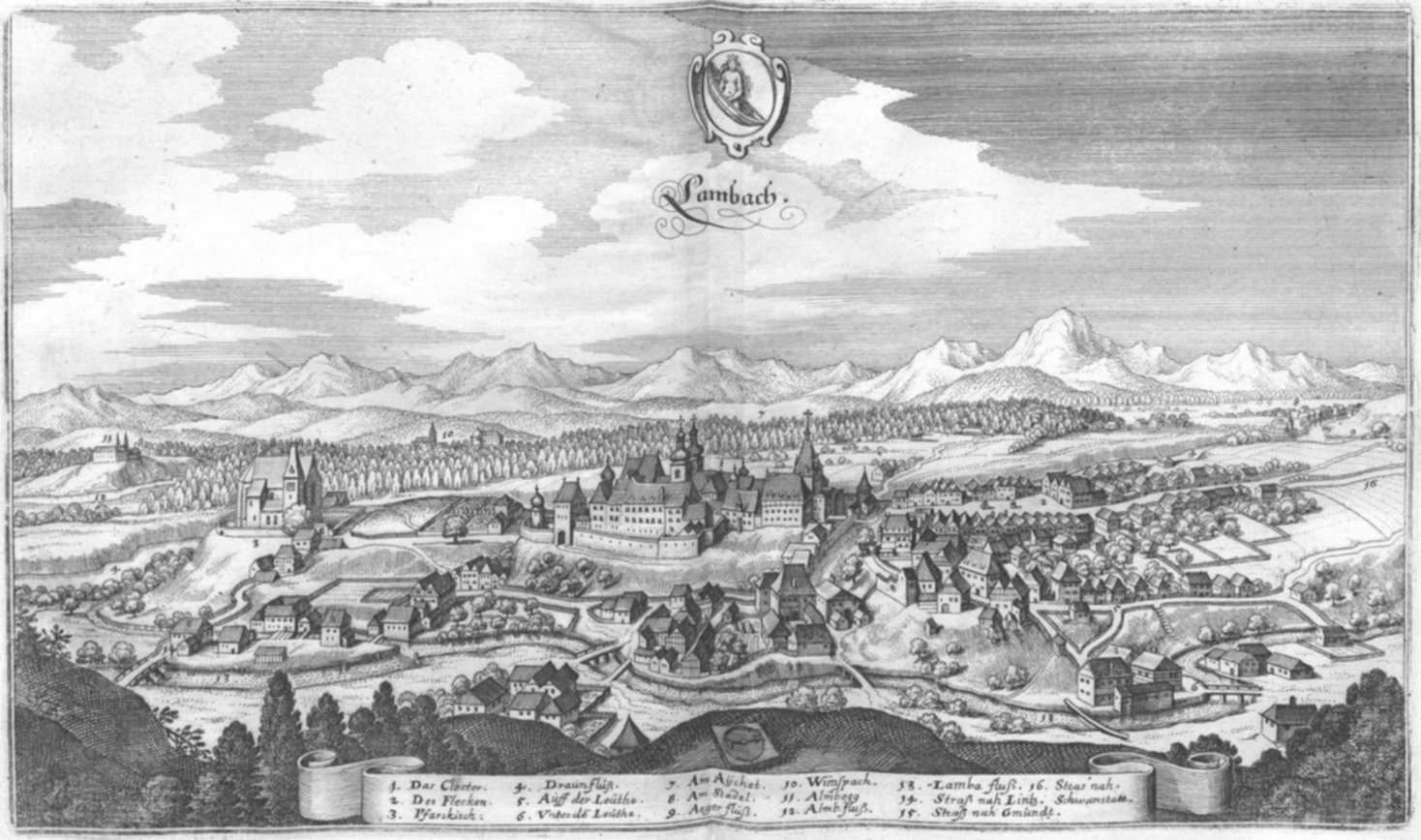
Lambach sur la Traun, gravure de Matthaüs Merian, 1679.

Le 30 octobre, un combat de faible importance, baptisé « bataille de Ried » par le Moniteur, oppose un régiment de chasseurs à pied et un de dragons du côté français à une petite arrière-garde de 4 bataillons commandés par Emanuel Schustekh von Hervé (de). Les Autrichiens s'abritent sur une hauteur boisée et se replient pendant la nuit en ayant perdu 500 hommes, la plupart prisonniers. Le lendemain, le corps de Murat, renforcé par la division Bisson empruntée au corps de Davout, rattrape près de Lambach, sur la Traun, l'unité de Schustekh qui est soutenue par des hussards, chasseurs à pied et une compagnie d'artillerie russes du corps de Piotr Bagration. C'est la première fois dans cette campagne que Français et Russes s'affrontent directement. Après 5 heures de combat acharné, les Austro-Russes se replient en coupant le pont derrière eux ; les Français font 500 prisonniers dont une centaine de Russes ; les Russes ont perdu 152 hommes en tout,.
Bernadotte entre à Salzbourg le 30 octobre ; Marmont, après le passage de l'Inn, se dirige vers Steyr pour empêcher les Autrichiens d'établir une nouvelle ligne de défense sur la Traun ou l'Enns.

### Retour des forces autrichiennes d'Italie
L'archiduc Charles, qui commande les forces autrichiennes sur la frontière italienne, apprend la capitulation d'Ulm dans la nuit du 24 au 25 octobre. Il se prépare alors à ramener le gros de son armée vers l'Autriche pour faire face à l'invasion française. Cependant, une offensive de Masséna sur l'Adige l'oblige à différer son départ jusqu'à l'issue de la bataille de Caldiero le 30 octobre. Tout en livrant des combats d'arrière-garde contre Masséna, il ramène ses forces en Autriche en passant par la Carinthie.

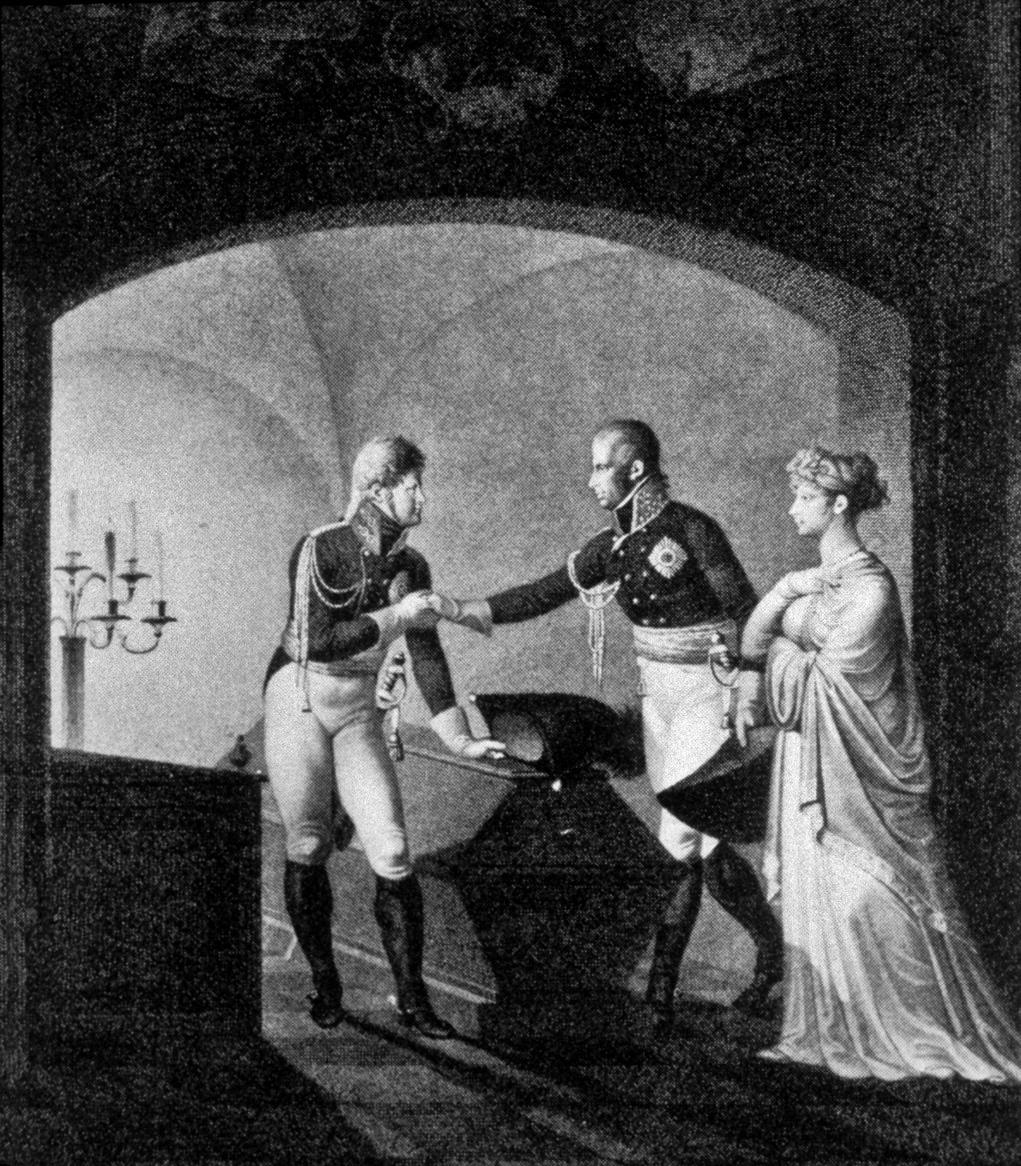
Frédéric-Guillaume III et Alexandre Ier se jurent une amitié éternelle en présence de la reine Louise devant le tombeau de Frédéric II. Gravure de Friedrich Georg Weitsch, 1806.

### Préparatifs prussiens
Cependant, la Prusse, longtemps hésitante, se décide à rejoindre la Coalition. L'empereur Alexandre Ier de Russie se rend à Puławy pour visiter l'armée russe du Nord qui était prête à traverser les États prussiens pour attaquer les Français sur le Rhin. Alexandre envoie à Berlin son aide de camp Piotr Dolgoroukov qui convainc, non sans mal, le roi Frédéric-Guillaume III d'accepter une entrevue avec le tsar. La Prusse obtient la promesse que le Royaume-Uni lui reconnaîtra la possession du Hanovre. Le 3 novembre 1805, le traité de Potsdam (en) est signé solennellement entre  Frédéric-Guillaume de Prusse et Alexandre : en présence de la reine Louise de Prusse, égérie du parti de la guerre, les deux souverains se prêtent serment d'amitié éternelle sur la tombe de Frédéric le Grand. Dans un délai de quelques semaines, l'armée prussienne sera en mesure de rassembler 120 000 hommes pour marcher contre Napoléon.

### Suite de la retraite austro-russe

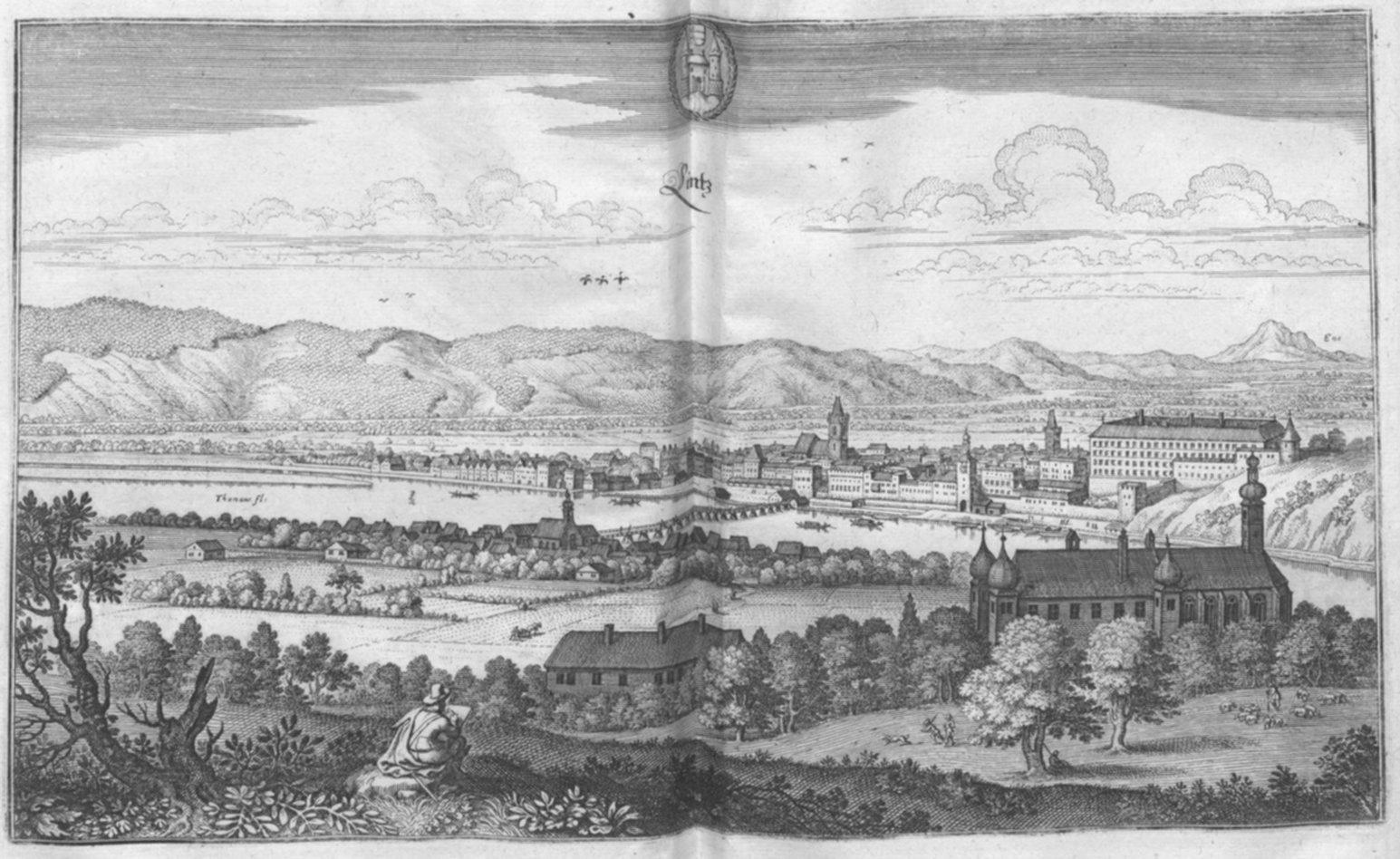
Linz sur le Danube, gravure de Matthäus Merian, 1679.

Le 2 novembre, Napoléon est à Ried et envoie les ordres pour la suite des opérations. Le corps de Ney, qui n'est plus nécessaire devant Ulm, est chargé de réduire les forces de l'archiduc Jean au Tyrol ; Davout est envoyé relever Marmont devant Steyr ; Lannes est chargé de prendre Linz. Le  3 novembre, le gros des forces austro-russes est repassé à l'est de l'Enns ; seules les arrière-gardes de Piotr Bagration et Johann Nepomuk von Nostitz-Rieneck sont encore sur la rive gauche.
Le 4 novembre, Napoléon entre à Linz où il reste jusqu'au 9 ; il ordonne la formation d'un nouveau corps d'armée non numéroté, commandé par le maréchal Édouard Mortier, pour opérer sur la rive nord du Danube. Une flottille est constituée sur le fleuve, sous le commandement du capitaine de frégate de Lostanges, pour assurer le transport des munitions et la liaison avec le corps de Mortier. Napoléon reçoit un émissaire autrichien, le général Ignácz Gyulay, venu demander une suspension d'armes qui est refusée.

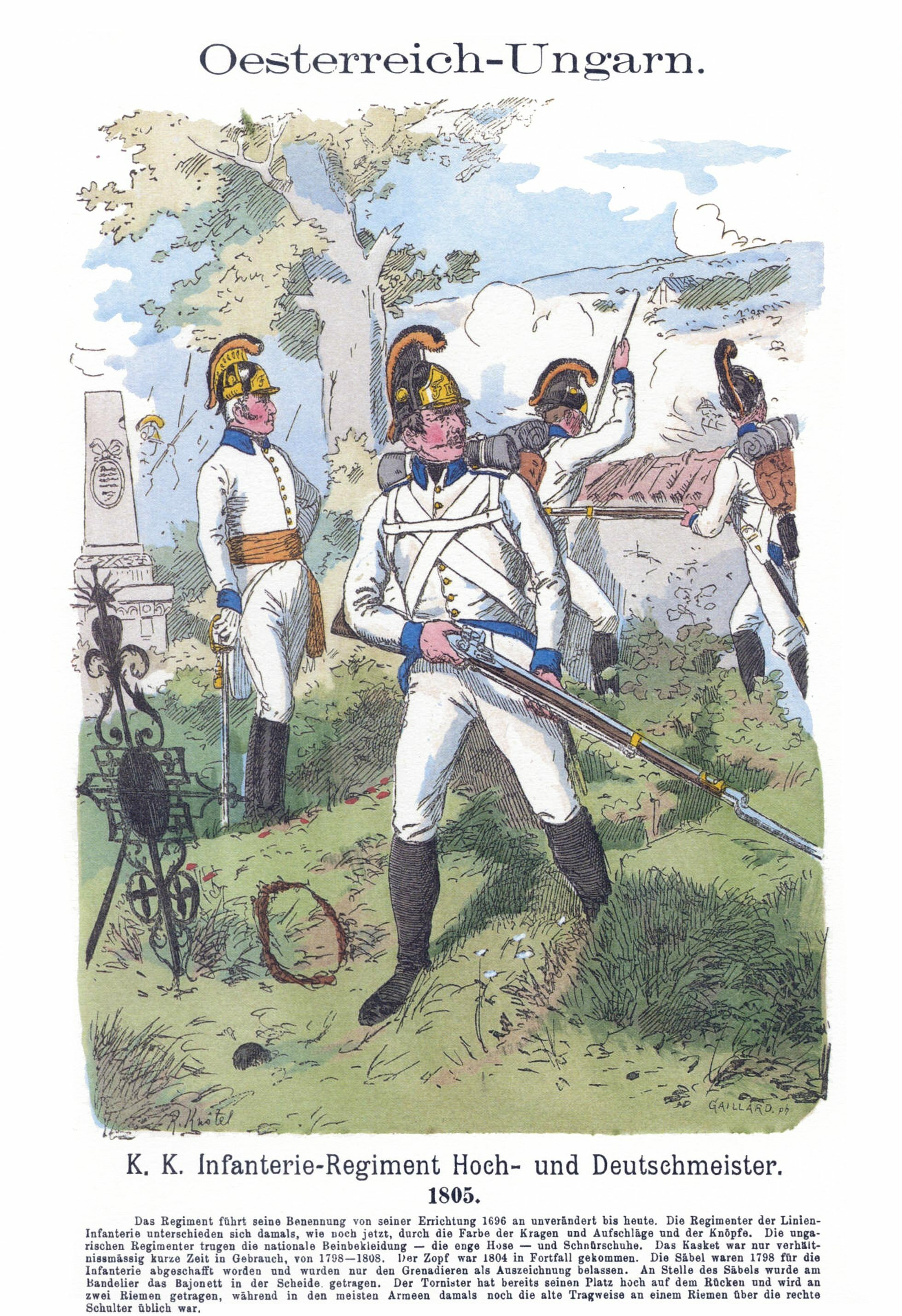
Le régiment d'infanterie Hoch- und Deutschmeister fait partie du corps autrichien de Maximilian de Merveldt en 1805. Dessin de Richard Knötel, 1890.

Le 4 novembre, l'empereur François, écrit à Koutouzov pour lui demander de défendre à tout prix les passages de l'Enns : il n'en tient pas compte et continue sa retraite. L'aile droite française, comprenant le 5e corps de Lannes et le corps de cavalerie de Murat, poursuit Koutouzov par la route parallèle au Danube : le 5 novembre, à la bataille d'Amstetten, elle se heurte à l'arrière-garde austro-russe commandée par Piotr Bagration et Mikhaïl Miloradovitch. Le combat dure plusieurs heures ; les Russes se retirent le lendemain en laissant un millier de prisonniers. Le 7 novembre, un nouveau combat permet aux Français de s'emparer de l'abbaye de Melk.

### Retraite de Merveldt par les Alpes styriennes
Pendant ce temps, le 5 novembre, la bataille de Steyr oppose le 3e corps de Davout à des troupes austro-russes commandés par Maximilian de Merveldt : les forces françaises l'emportent et le corps de Merveldt bat en retraite. L'aile droite française, avec Davout, Marmont et Bernadotte, continue son chemin en traversant à grand peine les montagnes de la Wienerwald recouvertes par d'épaisses chutes de neige. Le 8 novembre, la bataille de Zell oppose de nouveau la division de Davout aux troupes autrichiennes de Merveldt. Les forces françaises l'emportent. Le corps de Merveldt, poursuivi par Davout, s'échappe par la route montagneuse de Wildalpen en laissant 4 000 prisonniers, ses bagages et toute son artillerie ; il ne compte plus que 2 000 hommes en arrivant à Mürzzuschlag d'où il repart pour la Hongrie. La population des montagnes, bien que fidèle aux Habsbourg, est trop pauvre pour ravitailler l'armée autrichienne et le régiment d'infanterie Hoch- und Deutschmeister doit marcher 5 jours sans trouver de pain.
Après sa traversée des Alpes styriennes, le corps de Merveldt, rejoint par un corps franc viennois, entreprend de rejoindre l'armée principale par Győr et Trnava : il arrive à une journée de marche d'Austerlitz le 2 décembre, juste à temps pour entendre le canon de la bataille.

### Les Austro-Russes passent au nord du Danube

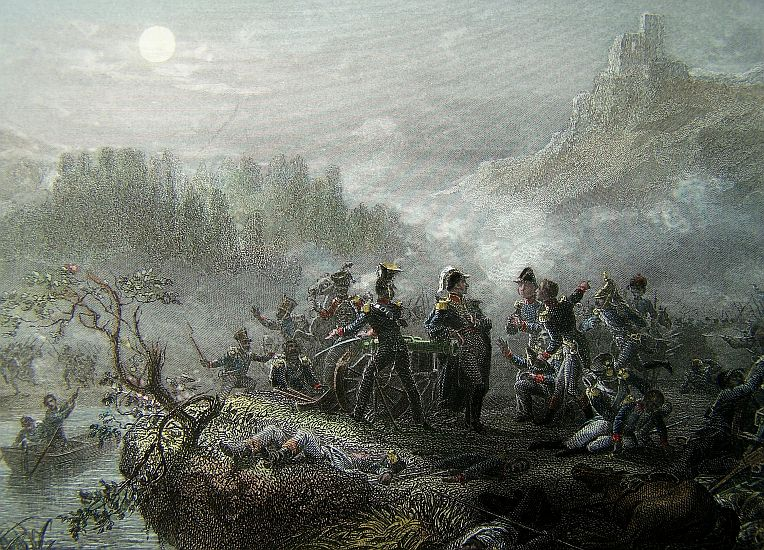
La bataille de Dürenstein, 11 novembre 1805 : les Français se battent dos au fleuve. Dessin d'Auguste Sandoz, 1843.

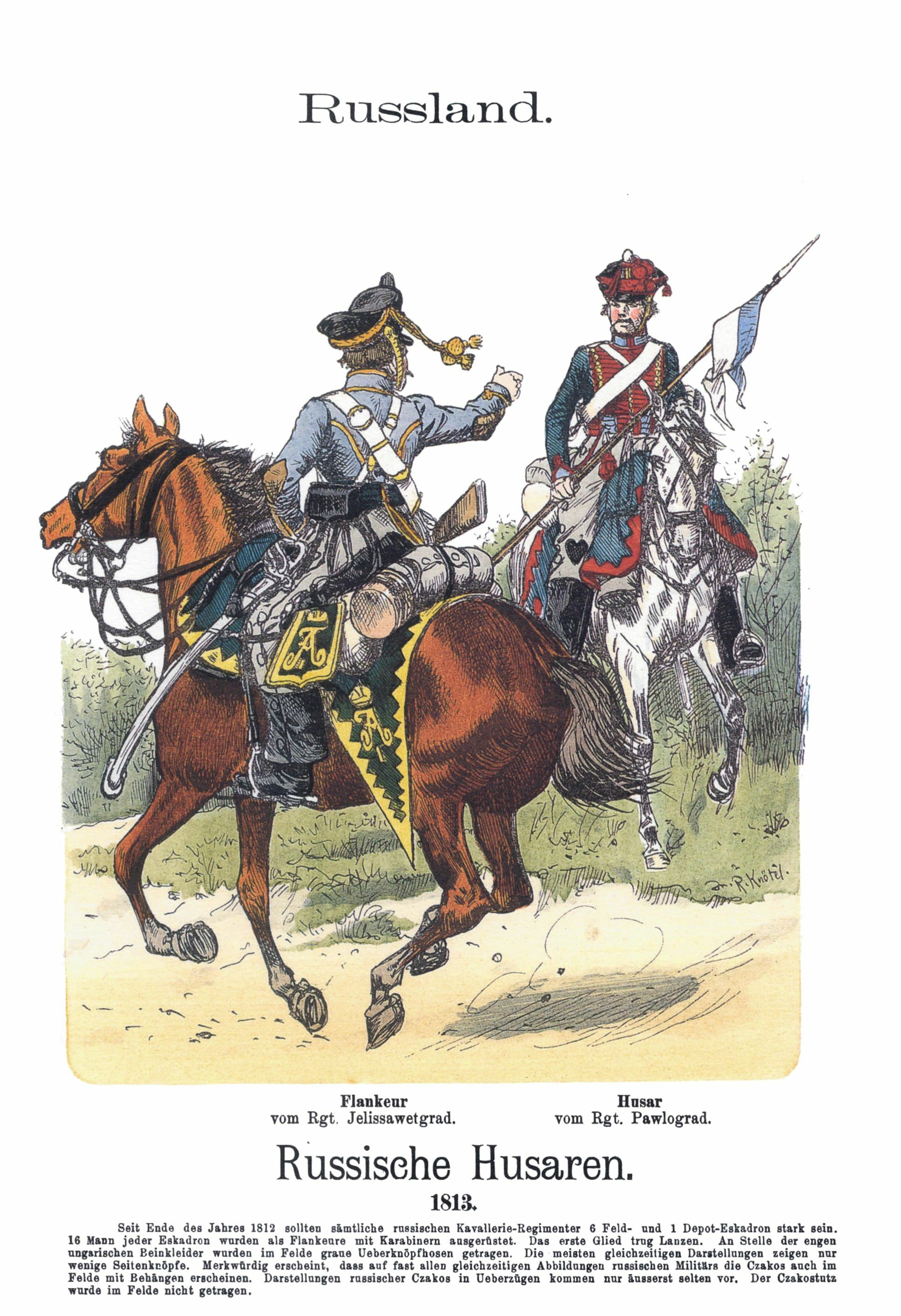
Éclaireur du régiment d'Ielisavetgrad et hussard du régiment de Pavlograd (qui a combattu à Dürenstein) en 1813. Dessin de Richard Knötel, 1890.

Le 9 novembre, Napoléon arrive à Melk et pense que les Austro-Russes vont livrer bataille sur le plateau de Sankt Pölten, dernière position défensive avant Vienne ; mais, le même jour, Koutouzov, qui n'a plus que 40 000 hommes face à toute l'armée de Napoléon, préfère repasser au nord du Danube par le pont de Mautern à Krems ; il fait brûler le pont derrière lui. Les corps autrichiens de Nostitz, Kienmayer et Auersperg ne tardent pas non plus à passer au nord du fleuve. Murat, pressé d'arriver le premier à Vienne, manque l'occasion de couper la retraite aux Russes, ce que Napoléon lui reproche vivement : « Vous aviez cependant reçu l'ordre de suivre les Russes l'épée dans les reins : c'est une singulière manière de les poursuivre que de s'en éloigner à marches forcées ! (…) Mais vous n'avez consulté que la gloriole d'entrer dans Vienne (…) Ainsi, les Russes feront ce qu'ils voudront du corps de Mortier, ce qui ne serait pas arrivé si vous aviez exécuté mes ordres! » En fait, Murat n'aurait pas eu le temps d'arriver avant la destruction du pont et la flottille qui aurait pu le transporter au nord du Danube n'est pas encore arrivée. Le corps de Mortier, isolé au nord du fleuve, se trouve dans une situation périlleuse face à Koutouzov. Napoléon transporte son quartier général à Sankt Pölten.
Koutouzov attend l'arrivée d'un corps de renfort venu de la frontière ottomane, commandé par Frédéric de Buxhoeveden, et veut éliminer le corps de Mortier avant qu'il n'aie le temps de lui barrer la route. Mortier avance vers Krems avec la seule division Gazan, en croyant intercepter l'arrière-garde russe, et s'engage dans un passage resserré entre le Danube et les hauteurs de la Forêt de Bohême. Le 11 novembre, des forces austro-russes beaucoup plus nombreuses, manœuvrant par la hauteur, l'attaquent alors qu'il sort du village de Dürenstein. L'arrivée de la division Dupont, prenant à revers les Russes, permet à Mortier de se dégager avec de lourdes pertes ; les Austro-Russes ont aussi perdu beaucoup d'hommes dont le général autrichien Johann Heinrich von Schmitt. Mortier bat en retraite pendant la nuit et, le 12 novembre, l'arrivée de la flottille lui permet de repasser au sud du Danube.

### Prise de Vienne

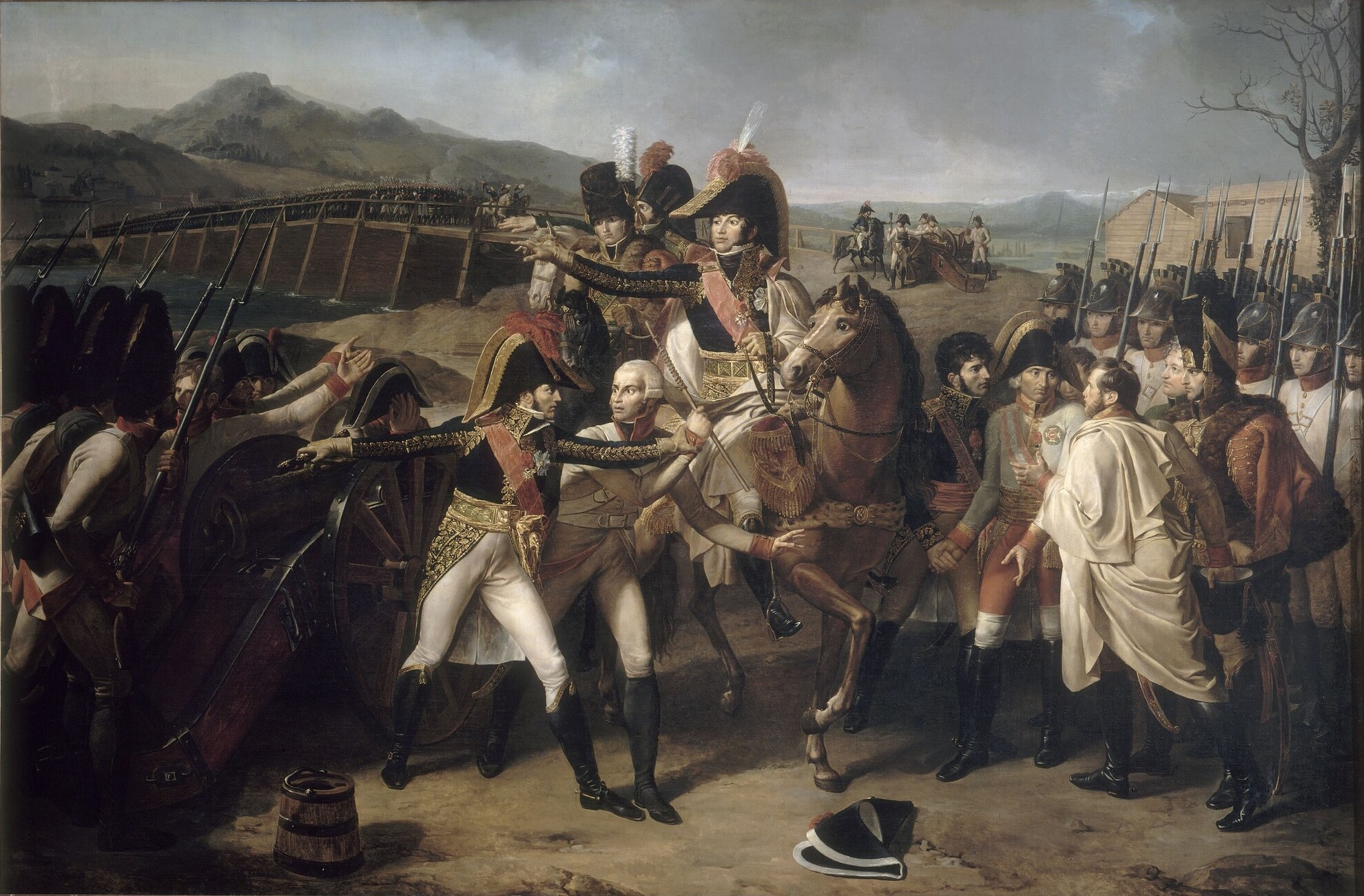
La Surprise du pont du Danube, toile de Guillaume Guillon-Lethière (1760-1832).

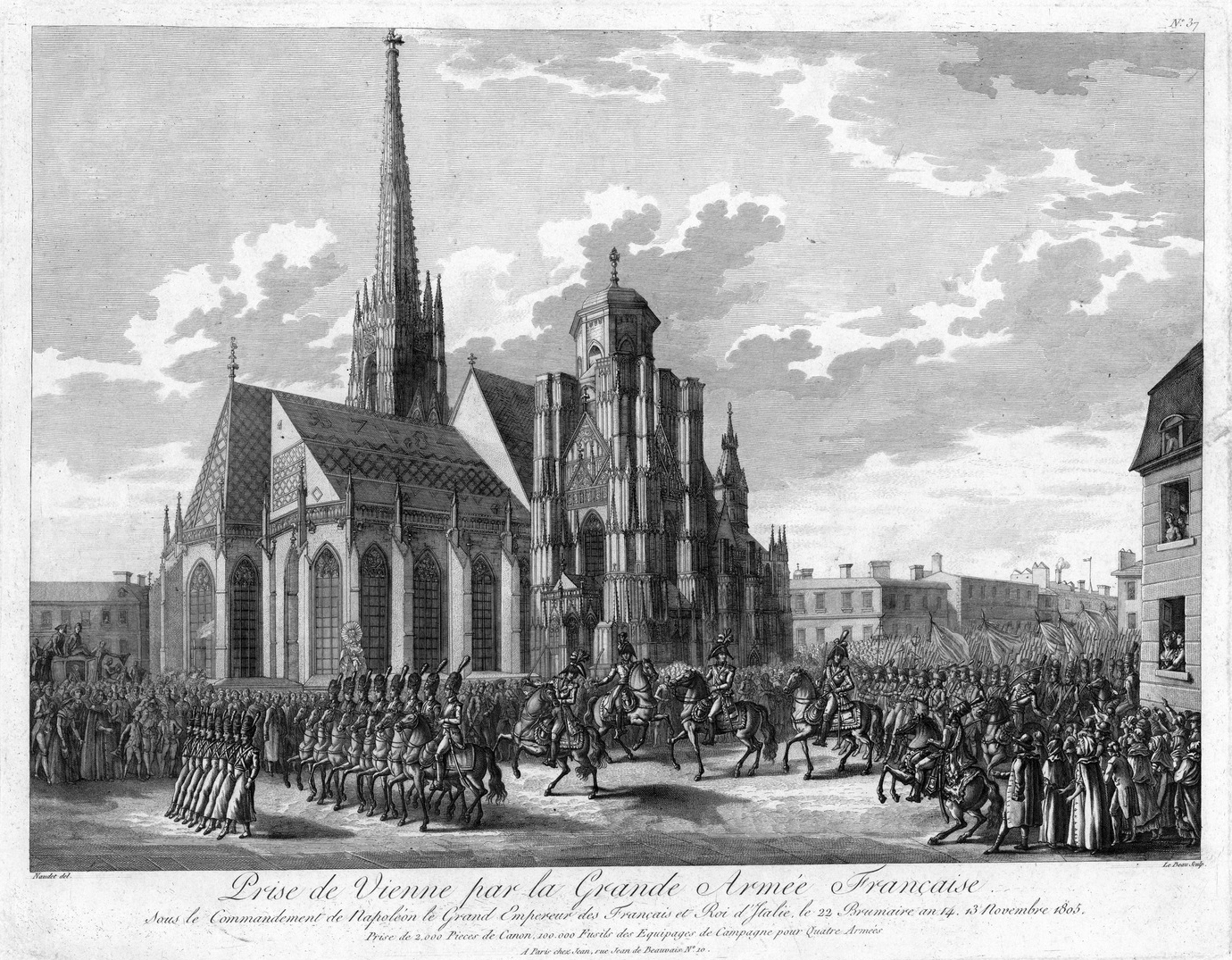
Entrée des Français dans Vienne le 13 Novembre 1805.

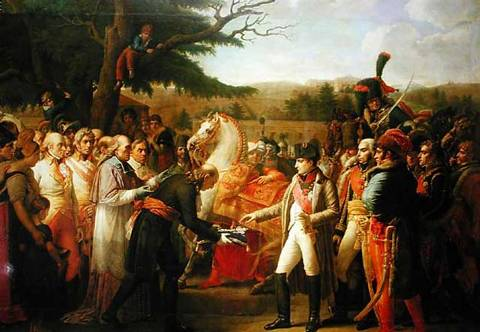
Napoléon reçoit les clefs de la ville de Vienne, toile de Girodet, 1808.

Napoléon se dirige alors vers Vienne avec sa Grande Armée. L'empereur François d'Autriche se dirige avec ses 10 000 hommes vers l'armée russe qui s'est repliée. Napoléon, qui voulait une bataille décisive à Sankt Pölten, s'aperçoit que les Austro-Russes ne veulent pas défendre la rive sud du Danube : Koutouzov préfère replier ses forces vers le nord pour trouver des renforts. Ils laissent ainsi Vienne à Napoléon qui y pénètre sans coup férir le 13 novembre. Le 14 novembre, Lannes et Murat s'emparent par ruse du pont du Tabor sur le Danube en faisant croire au général autrichien Karl Joseph Franz von Auersperg qu'un armistice est conclu.
Napoléon ne passe que quelques heures à Vienne et va aussitôt résider au château de Schönbrunn, résidence des Habsbourg. Il place la ville sous une administration d'occupation avec le général Clarke comme gouverneur militaire et le conseiller d'État Pierre Daru comme intendant général. Il ordonne à Clarke de maintenir l'ordre et de rester en contact étroit avec les chefs locaux de la Garde bourgeoise, de surveiller les journaux et les spectacles, mais aussi de réprimer les traînards et autres malandrins venus avec l'armée française. Le départ précipité du gouvernement autrichien permet aux Français de saisir intacts d'immenses entrepôts avec 2 000 canons dont 500 mortiers de siège, 100 000 fusils, 600 000 quintaux de poudre à canon, 600 000 boulets et 160 000 bombes. Napoléon fait don à l'électeur de Bavière de 15 000 fusils en plus des 20 000 déjà offerts après la prise d'Ulm, et lui restitue les drapeaux bavarois enlevés par les Autrichiens pendant la guerre de Succession d'Autriche. L'opéra Fidelio de Beethoven est joué pour la première fois le 20 novembre 1805 devant un public uniquement composé de militaires français ; il est retiré de la scène après la troisième représentation, plutôt, semble-t-il, à cause de sa longueur excessive (l'auteur le réduira par la suite de trois à deux actes) que pour des raisons politiques.
Le Bulletin de la Grande Armée s'emploie à semer le doute dans l'opinion autrichienne en affirmant que l'empereur François n'a pas souhaité la guerre mais qu'il y a été poussé malgré lui par quelques mauvais conseillers, dont l'impératrice Marie-Thérèse de Bourbon-Naples, et par les intrigues de l'Angleterre.
La Hongrie offre de demeurer à l'écart des hostilités si les Français s'abstiennent d'entrer sur son territoire, ce que Napoléon accepte, à l'exception d'un détachement d'occupation à Presbourg.
Le 14 novembre, le corps de Bernadotte est envoyé en avant-garde sur la rive nord du Danube tandis que celui de Marmont est expédié en Styrie, entre Leoben et Bruck an der Mur, pour surveiller les mouvements des archiducs Charles et Jean sur les Alpes.

## Campagne d'Austerlitz

### Faux armistice et bataille de Hollabrunn-Schöngrabern

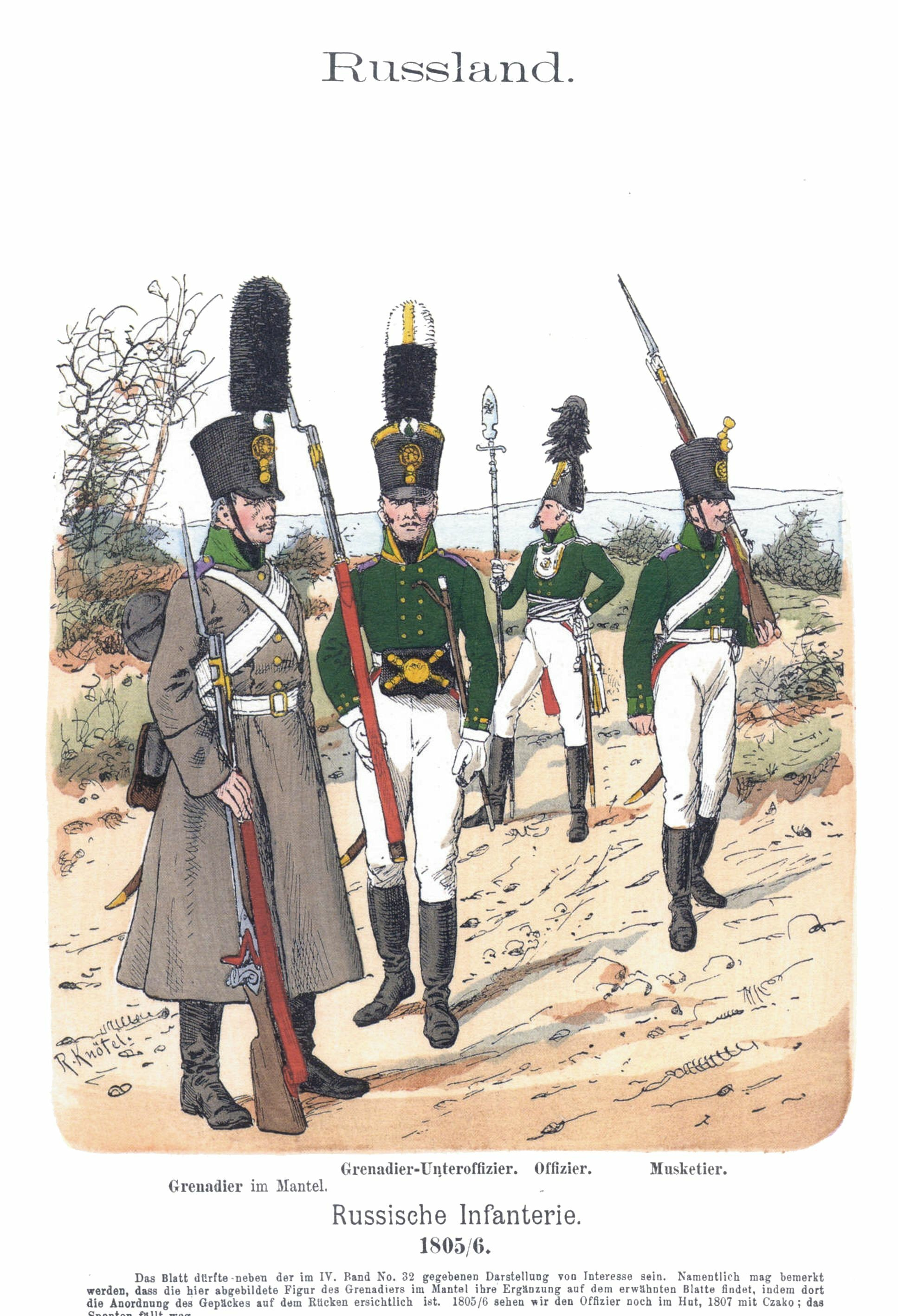
Infanterie russe vers 1805-1806, dessin de Richard Knötel, 1890.

Dans la nuit du 13 au 14 novembre, Koutouzov lève le camp de Krems et se dirige vers la Moravie par la grande route de Znaïm. Le corps autrichien d'Auersberg (relevé de son commandement et remplacé par Jean de Liechtenstein) suit une route parallèle par Mikulov. Le 14 novembre, Napoléon envoie le corps de Bernadotte et la cavalerie de Murat sur la rive nord pour reprendre la poursuite de Koutouzov ; il ignore encore si ce dernier va se diriger vers la Moravie ou la Bohême. Koutouzov, qui se sait suivi de près, laisse pour retarder les Français une arrière-garde de 7 000 hommes commandée par Piotr Bagration à laquelle il joint le petit corps autrichien de Nostitz. Dans la journée du 14, la brigade de cavalerie de Milhaud rattrape le corps autrichien de Liechtenstein et lui prend 400 prisonniers et un convoi de 191 canons ; cependant, un corps de 4 000 Autrichiens parvient à s'échapper en faisant croire aux Français qu'un armistice est signé.
Bagration prend position entre Hollabrunn et Schöngrabern, à la limite de la Basse-Autriche et de la Moravie. Le 15 novembre au matin, les éclaireurs de Murat rencontrent un poste avancé des hussards autrichiens à Hollabrunn. Le combat a déjà commencé quand Murat feint de proposer un armistice pour donner le temps à son infanterie, retardée par le mauvais temps, de le rattraper. Koutouzov saisit l'occasion : il envoie le général Wintzingerode à Murat avec des propositions de paix en laissant croire qu'avec l'autorisation de l'empereur Alexandre, il est prêt à se séparer des Autrichiens et quitter le pays avec son armée. L'armistice est signé le jour même et Murat envoie un courrier pour le faire savoir à Napoléon à Schönbrunn,. Selon une version française, la première initiative de cette offre d'armistice venait des Russes. Koutouzov, grâce à ce stratagème, peut reprendre la route sans être inquiété pendant une vingtaine d'heures. Napoléon est furieux contre Murat qui s'est laissé berner et lui reproche d'avoir signé un armistice sans son autorisation.

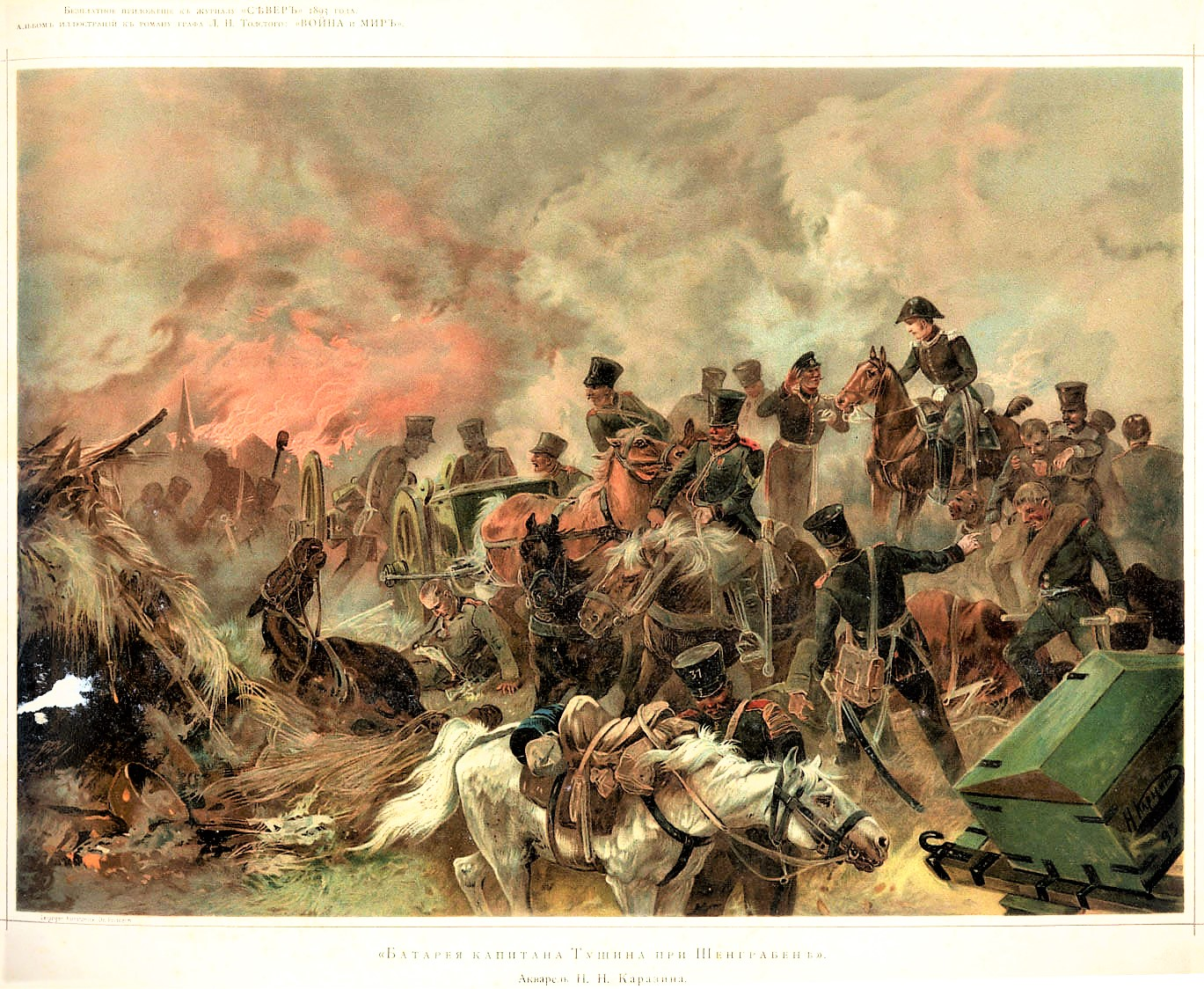
La batterie du capitaine Touchine à Schöngrabern, illustration du roman Guerre et Paix de Léon Tolstoï, 1893.

Le 16 novembre en fin d'après-midi, Murat reçoit la réponse sèche de Napoléon et ordonne une attaque immédiate ; il dispose de 4 divisions d'infanterie, plus sa cavalerie, contre un mince rideau de troupes russes. La bataille de Hollabrunn-Schöngrabern dure jusqu'à 11 heures du soir dans le village incendié : elle coûte un tiers de son effectif à l'arrière-garde austro-russe de Bagration qui se sacrifie pour gagner du temps et permettre la retraite du reste de l'armée. Les auteurs russes affirment que les Autrichiens de Nostitz n'ont pris aucune part au combat, ce que les historiens allemands contestent.

### Napoléon assure ses arrières

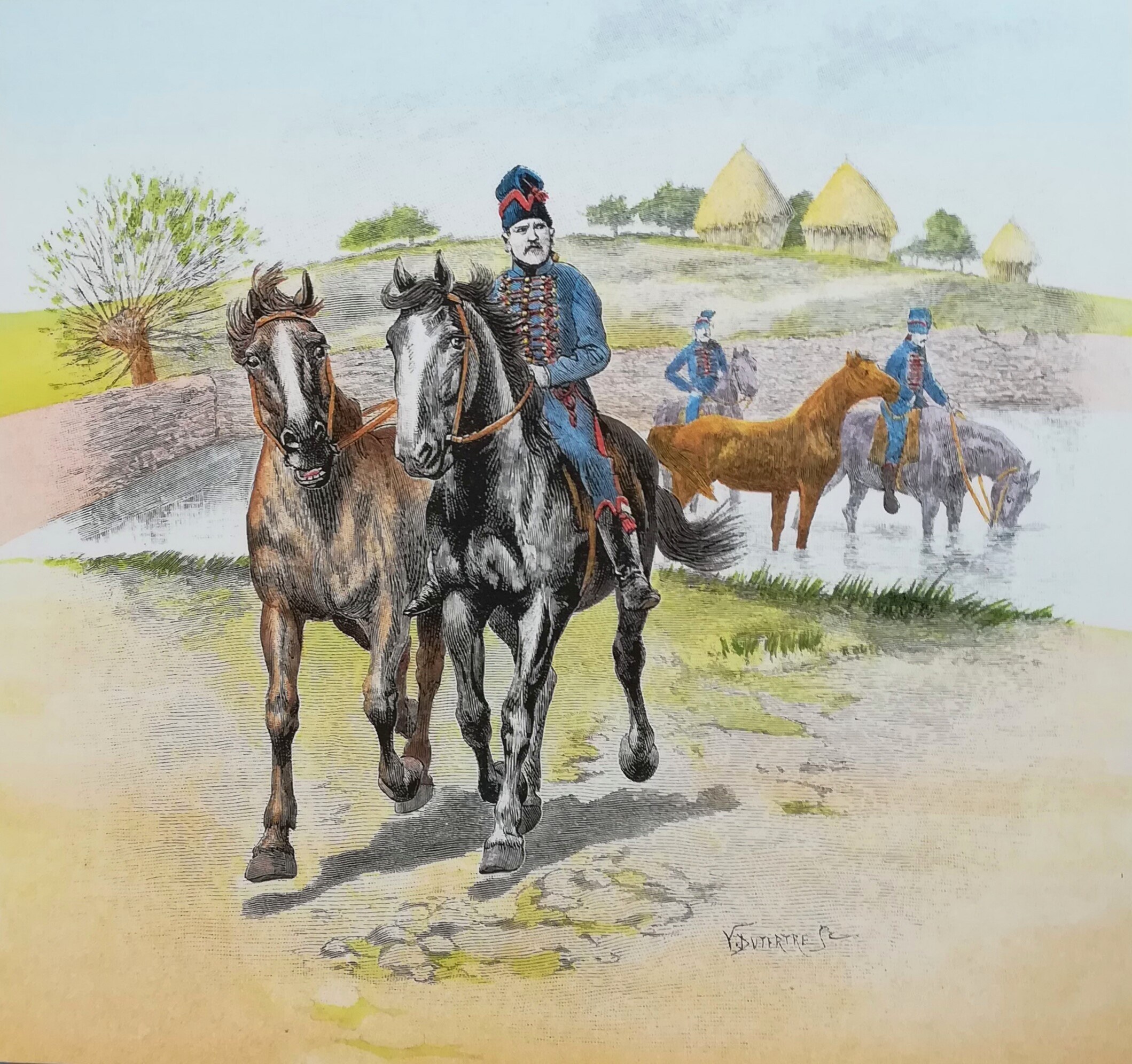
Artilleurs du train de la Garde impériale à l'abreuvage, dessin de Job (1858-1931)

Le 15 novembre, Napoléon dépêche des équipes de cartographes chargés de relever tous les itinéraires entre l'Enns, Vienne et les passages du Tyrol, la position et la population des villes, « en marquant le chemin qu'on a suivi, qu'on aurait pu suivre, et celui qui aurait été le meilleur ». Le 16 novembre, il quitte Schönbrunn, accompagné par la Garde impériale, et prend la route de Hollabrunn. Le 17, il est à Znaïm où il établit son quartier général. Il prend ses dispositions pour coordonner ses armées dispersées, face à l'archiduc Ferdinand aux frontières de la Bohême, aux archiducs Charles et Jean dans le sud de l'Autriche, et à d'éventuelles prises d'armes de la Hongrie ou de la Prusse. Augereau est envoyé en Souabe avec deux divisions, Davout à Presbourg face à la Hongrie. Les alliés allemands sont affectés à la garde des territoires conquis, la division wurtembergeoise à Linz, les Bavarois à Salzbourg, au Tyrol et à la frontière sud de la Bohême, les Badois à Braunau et Passau. Le 18 novembre, les Français occupent Brno, déjà évacuée par les Autrichiens : ils y trouvent 60 canons, 300 000 livres de poudre, du blé, des provisions et équipements en abondance. 
Le 20 novembre, Napoléon installe son quartier général à Brno et accorde à son armée quelques jours de repos ; il envoie le corps de Soult occuper l'important carrefour routier d'Austerlitz. Il réorganise ses lignes de courrier et d'approvisionnement pour les faire passer par Brno et non plus par Vienne : ce basculement est ignoré du commandement austro-russe qui, la veille d'Austerlitz, manœuvre pour couper à la Grande Armée la route de Vienne sans savoir que son ravitaillement passe désormais par Brno.
Le 21 novembre, la cavalerie de Murat est envoyée en reconnaissance sur la route d'Olomouc ; près de la maison de poste de Posoritz, elle se heurte à l'avant-garde de cavalerie de Buxhoeveden, 5 000 à 6 000 dragons et cuirassiers de chaque côté dont, du côté français, 4 escadrons de cavaliers de la Garde impériale. Les Russes se replient et les Français établissent un avant-poste à Vyškov (en allemand : Wischau) ,.

### Rassemblement des armées austro-russes en Moravie
Cependant, l'armée de Koutouzov et le reste des unités autrichiennes se dirigent vers la Moravie pour se joindre aux forces considérables amenées par l'empereur Alexandre en personne. Dans un rapport envoyé le 18 novembre, Koutouzov décrit l'état de ses troupes : « Épuisées par les marches forcées et par les bivouacs continuels, elles se traînent à peine ; elles passent souvent vingt-quatre heures sans nourriture, faute de temps pour préparer leur manger, attaquées qu'elles sont constamment par l'ennemi ». Au cours de sa longue retraite de Braunau à Brno en Moravie, son armée a perdu 5 840 tués et blessés.
Le 20 novembre, Koutouzov fait sa jonction avec le corps de Buxhoeveden, fort de 26 000 hommes ; le 22, il est à Olomouc où les empereurs Alexandre et François sont déjà réunis. La Garde impériale russe, 8 500 hommes sous le commandement du grand-duc Constantin, partie de Saint-Pétersbourg le 22 août, arrive le 24 novembre à Olomouc. Les Russes alignent au total 68 500 hommes, les Autrichiens 14 000 ; le camp d'Olomouc occupe une bonne position défensive. Koutouzov est nommé général en chef des forces alliées et l'Autrichien Franz von Weyrother, quartier-maître général.
Les Austro-Russes attendent l'arrivée prochaine de l'armée prussienne car le roi Frédéric-Guillaume leur a promis de lever 120 000 soldats contre les Français. L'armée de l'archiduc Charles, venue d'Italie, est encore sur la Drave autour de Ljubljana : elle y marque une pause pour regrouper ses unités. Elle ne reprend la route vers la Moravie que le 2 décembre.
Napoléon, en face, peut disposer rapidement de 50 000 hommes ; les corps de Bernadotte à sa gauche, Davout à sa droite peuvent le rejoindre en 2 ou 3 jours et porter le total à 65 000 hommes. Pendant plusieurs jours, il évite tout affrontement et feint de le redouter.

### Échanges diplomatiques avant la bataille
Les derniers jours de novembre sont occupés par des pourparlers diplomatiques. Napoléon envoie le général Savary faire une offre de négociation à Alexandre ; celui-ci fait porter par son aide de camp Dolgoroukov une réponse hautaine au « chef du gouvernement français ». Napoléon voit que les Russes tombent dans le piège : « Ce jeune homme [Dolgoroukov] est d'ailleurs de la plus excessive arrogance ; il a dû prendre mon extrême modération pour une marque de grande terreur ; ce que je désirais sous le point de vue militaire, et qui a donné lieu à la bataille d'Austerlitz ». Napoléon reçoit aussi le comte Christian von Haugwitz, ministre de Frédéric-Guillaume, qui vient lui transmettre l'ultimatum prussien : il gagne du temps en envoyant Haugwitz discuter avec Talleyrand, ministre français des affaires étrangères, qui se trouve à Vienne.

### Avance austro-russe et bataille de Wischau

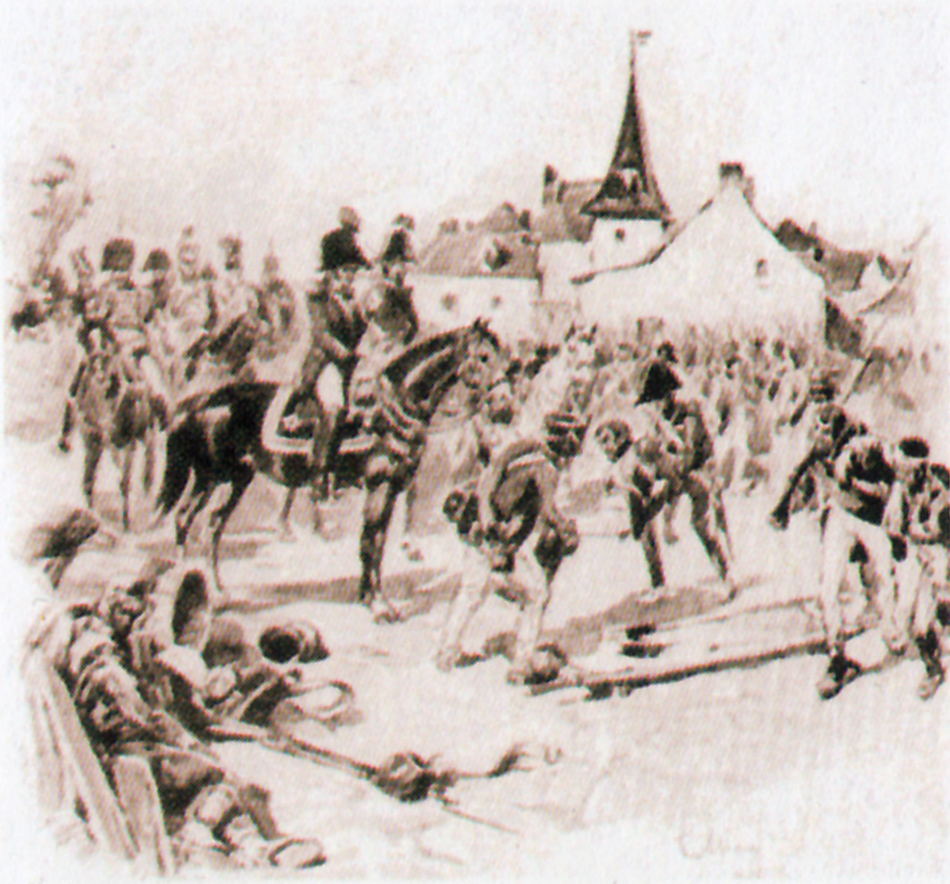
L'empereur Alexandre sur le champ de bataille de Wischau, dessin anonyme.

L'état-major austro-russe est partagé ; les généraux russes expérimentés, Koutouzov, Bagration, Miloradovitch, Dokhtourov, Langeron, recommandent d'attendre l'arrivée des Prussiens et de l'archiduc Charles pour écraser l'adversaire sous le nombre ; mais l'Autrichien Weyrother croit le moment favorable pour livrer bataille ; il est soutenu par les aides de camp Dolgoroukov et Wintzingerode qui encouragent les rêves de gloire du jeune Alexandre. D'ailleurs, les armées austro-russes sont à court de vivres, ce qui les amène à souhaiter une décision rapide. Le 24 novembre, la décision est prise de lancer une attaque ; compte tenu des difficultés de ravitaillement, l'armée ne se met en marche que le 27 en n'ayant qu'une assez vague idée de la position des troupes françaises. Elle campe le soir près de Prödnitz.
Le 28 novembre au matin, Bagration dirige l'attaque contre les positions françaises à Wischau, tenues par la mince brigade de hussards du général Trelliard (ou Treilhard), appartenant au corps de Lannes : Trelliard, menacé d'enveloppement, se replie vers le relais de Posoritz tandis que Murat lance une brève contre-attaque pour couvrir sa retraite, avant de revenir sur ses positions de départ à Rausnitz. La faible réaction française fait croire aux Austro-Russes que Napoléon redoute la bataille, ce qui les incite à poursuivre hardiment leur manœuvre : tourner les Français par l'est pour les couper de la route de Vienne et les rejeter vers la Bohême, en attendant que l'armée prussienne vienne les envelopper par l'ouest.

### Bataille d'Austerlitz

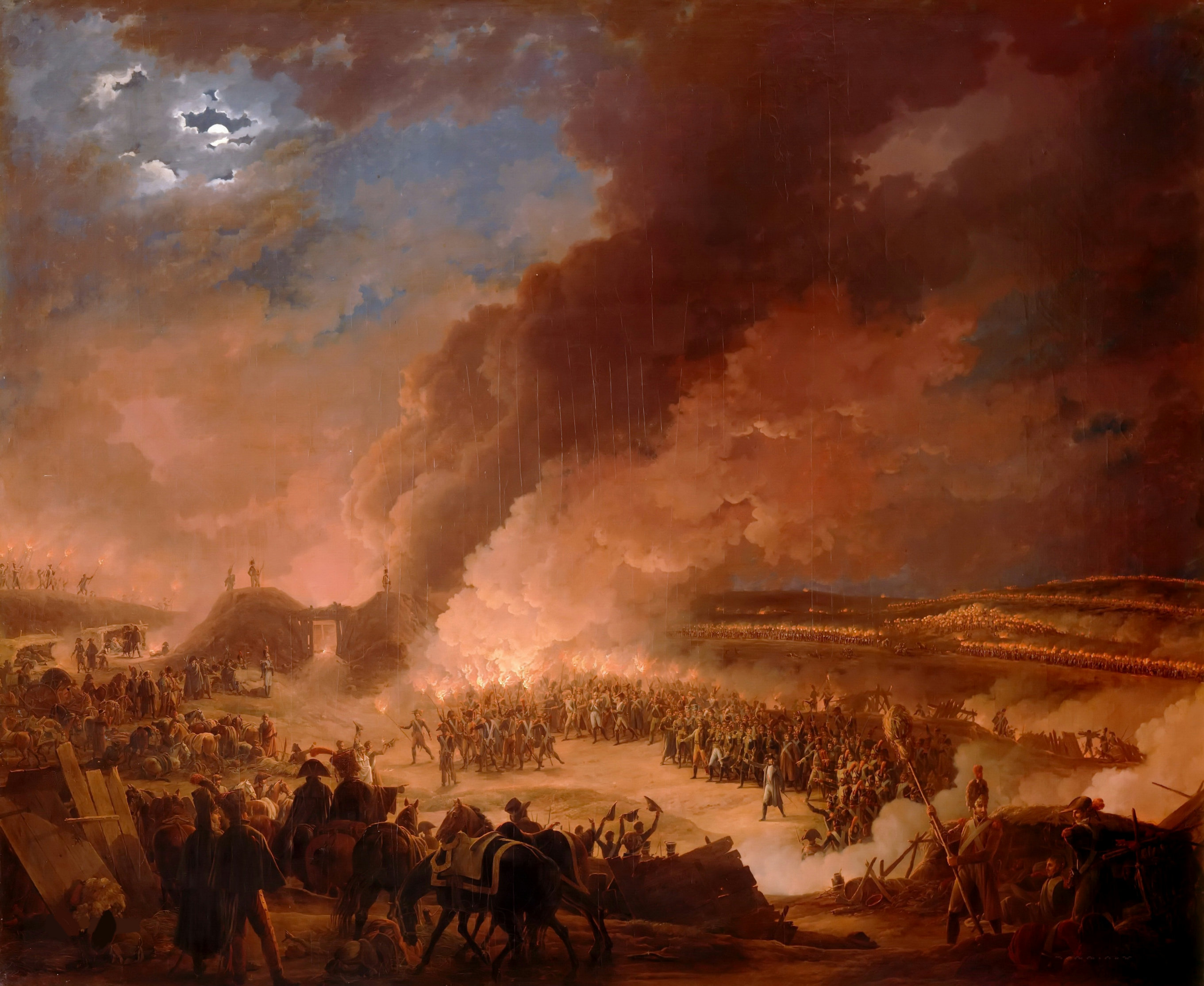
Bivouac à la veille de la bataille d'Austerlitz, toile de Louis Albert Guislain Bacler d'Albe, 1808.

Dans la nuit du 1er au 2 décembre 1805, vers 1 h du matin, l'état-major austro-russe tient un dernier conseil. Le chef d'état-major autrichien Franz von Weyrother expose son plan avec beaucoup d'assurance : les troupes austro-russes vont se masser sur le plateau de Pratzen, qui domine à l'est le bourg d'Austerlitz ; leur aile gauche, le corps autrichien de Klienmayer, va envelopper les Français par le sud tandis que les deux colonnes russes du centre descendront du plateau pour les balayer. Weyrother pense que Napoléon est très inférieur en nombre, à peine 40 000 hommes, et n'est pas en mesure de les arrêter. 
Napoléon a prévu l'attaque et n'a laissé qu'un mince rideau de 800 hommes devant l'aile gauche ennemie tandis que le corps de Davout, au sud-est, arrive pour la rendre à revers. En fait, d'un côté comme de l'autre, la bataille est loin de se dérouler comme prévu : le plan des Austro-Russes va déboucher sur un désastre tandis que celui de Napoléon, modifié plusieurs fois au cours de la journée en fonction de circonstances inattendues, aboutit à une victoire complète. Dans le Bulletin de la Grande Armée puis les différents comptes-rendus officiels, Napoléon a tout fait pour parfaire son image de chef infaillible, souvent au prix de distorsions et contradictions.
Les pertes françaises à Austerlitz sont remarquablement faibles : 1 538 tués sur 72 500 hommes. Cependant, la moitié des 7 000 blessés meurent dans les jours qui suivent par l'insuffisance des soins hospitaliers.

### Derniers combats et armistice

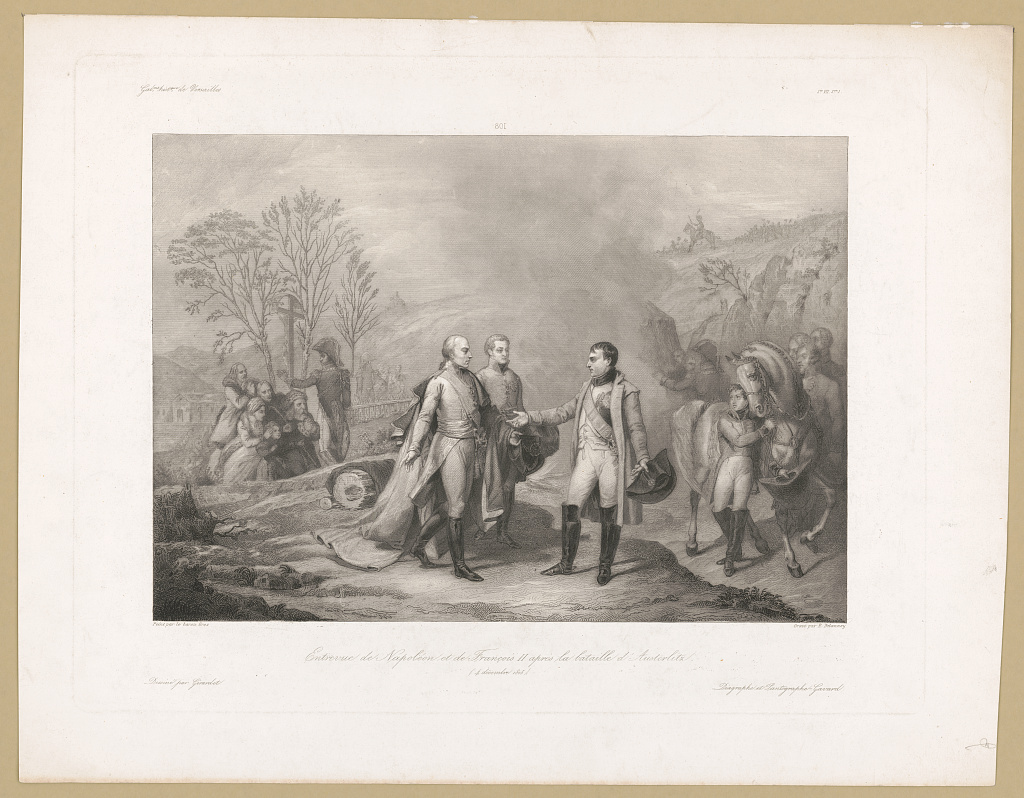
Entrevue de Napoléon et de François II après la bataille d'Austerlitz (4 décembre 1805), gravure d'après une peinture d'Antoine-Jean Gros, v. 1838-1841.

Le soir du 2 décembre, l'empereur François envoie le prince Jean de Liechtenstein pour demander une suspension d'armes à Napoléon. Celui-ci ne l'accepte pas immédiatement mais fixe la date du 4 pour une rencontre avec l'empereur d'Autriche. Entre-temps, Murat, lancé à la poursuite des fuyards austro-russes, les cherche par erreur sur la route d'Olomouc alors que les restes de l'armée autrichienne se dirigent vers la Hongrie. Les deux empereurs se rencontrent dans le bourg d'Austerlitz : leurs proclamations sont datées de cet endroit qui donnera son nom à la bataille. François s'engage, en son nom et en celui d'Alexandre, à cesser les hostilités et faire sortir toutes les troupes russes de ses États. Le général Savary est envoyé auprès de l'empereur de Russie à Holíč pour en obtenir confirmation. L'annonce est envoyée juste à temps au moment où une avant-garde française commandée par Bernadotte venait de rattraper les restes des corps de Bagration et de Kienmayer près d'Uhřice tandis qu'une autre avant-garde, avec Davout, était sur le point d'engager le combat avec les troupes de Merveldt arrivant de Hongrie par Nikolčice : elles s'arrêtent immédiatement et les deux camps laissent entre eux un espace neutre d'une demi-lieue. 

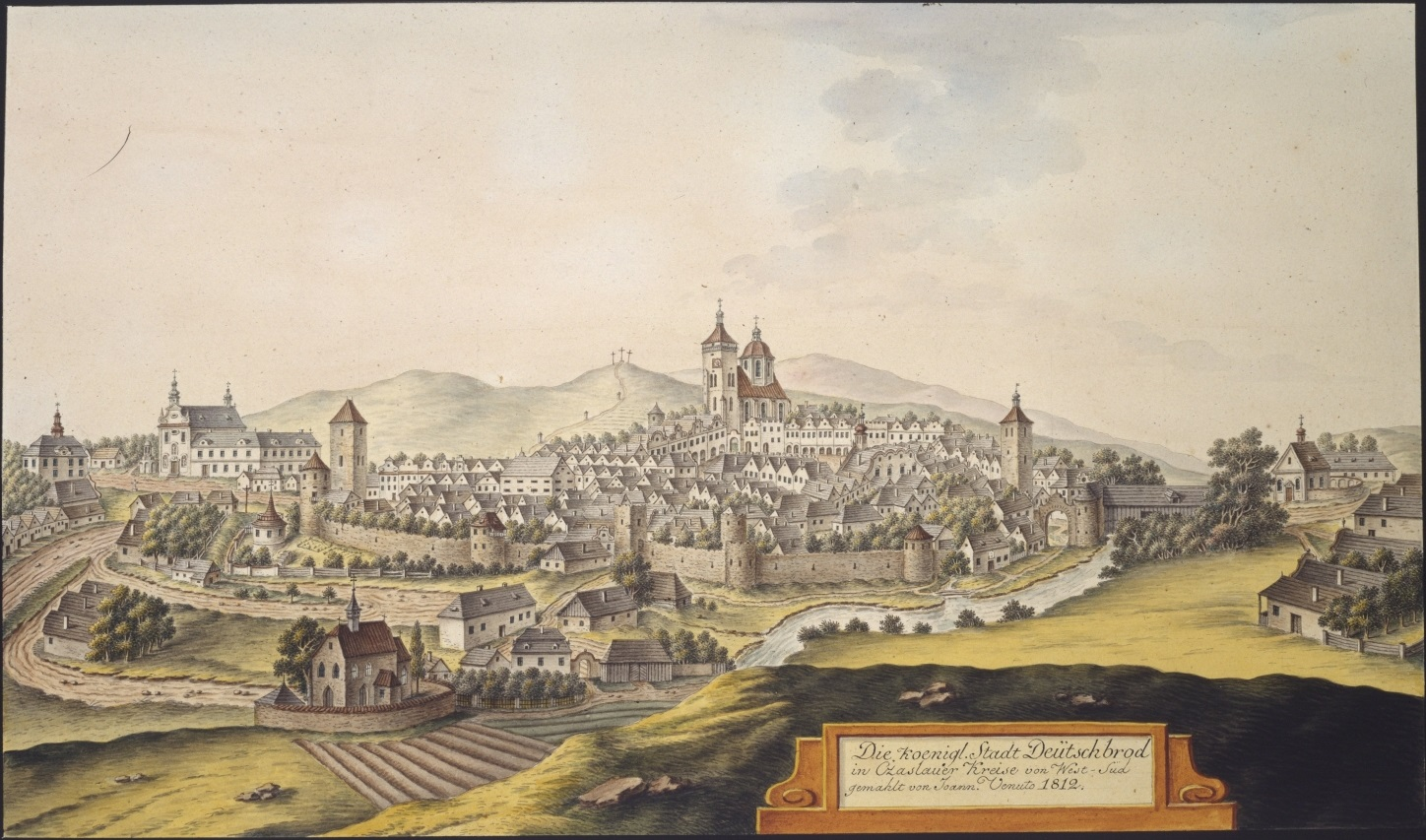
Havlíčkův Brod (Deutsch Brod), la dernière victoire autrichienne de la guerre le 3 décembre 1805. Dessin de Joann Venuto, 1812.

L'annonce n'arrive pas immédiatement aux armées dispersés sur les théâtres secondaires. En Bohême, le corps autrichien de l'archiduc Ferdinand est aux prises avec la division bavaroise du général Carl Philipp von Wrede : une bataille a lieu le 3 décembre, le lendemain d'Austerlitz, à Havlíčkův Brod. Les Bavarois, après un dur combat, battent en retraite pendant la nuit ; l'annonce de la suspension des combats arrive le lendemain.
L'armistice proprement dit est signé le 6 décembre. La ligne de démarcation laisse aux Français tout le pays à l'ouest de la Morava jusqu'à son confluent avec le Danube, plus la ville de Presbourg. L'armée russe doit avoir évacué la Moravie et la Hongrie dans un délai de 15 jours, la Galicie dans un mois. La ville de Mikulov est choisie pour les pourparlers de paix qui seront ensuite déplacés à Presbourg.
L'empereur Alexandre se met en route pour Saint-Petersbourg le 7 décembre. L'armée russe fait ses bagages et arrive à Radyvyliv, son point de départ, le 6 janvier 1806. Napoléon retourne s'installer à Brno et distribue ses différents corps sur le territoire autrichien, pour l'éventualité d'une rupture de l'armistice ou d'une irruption de l'armée prussienne. Marmont, qui avait évacué Graz à l'approche de l'armée de l'archiduc Charles, réoccupe la Styrie. 

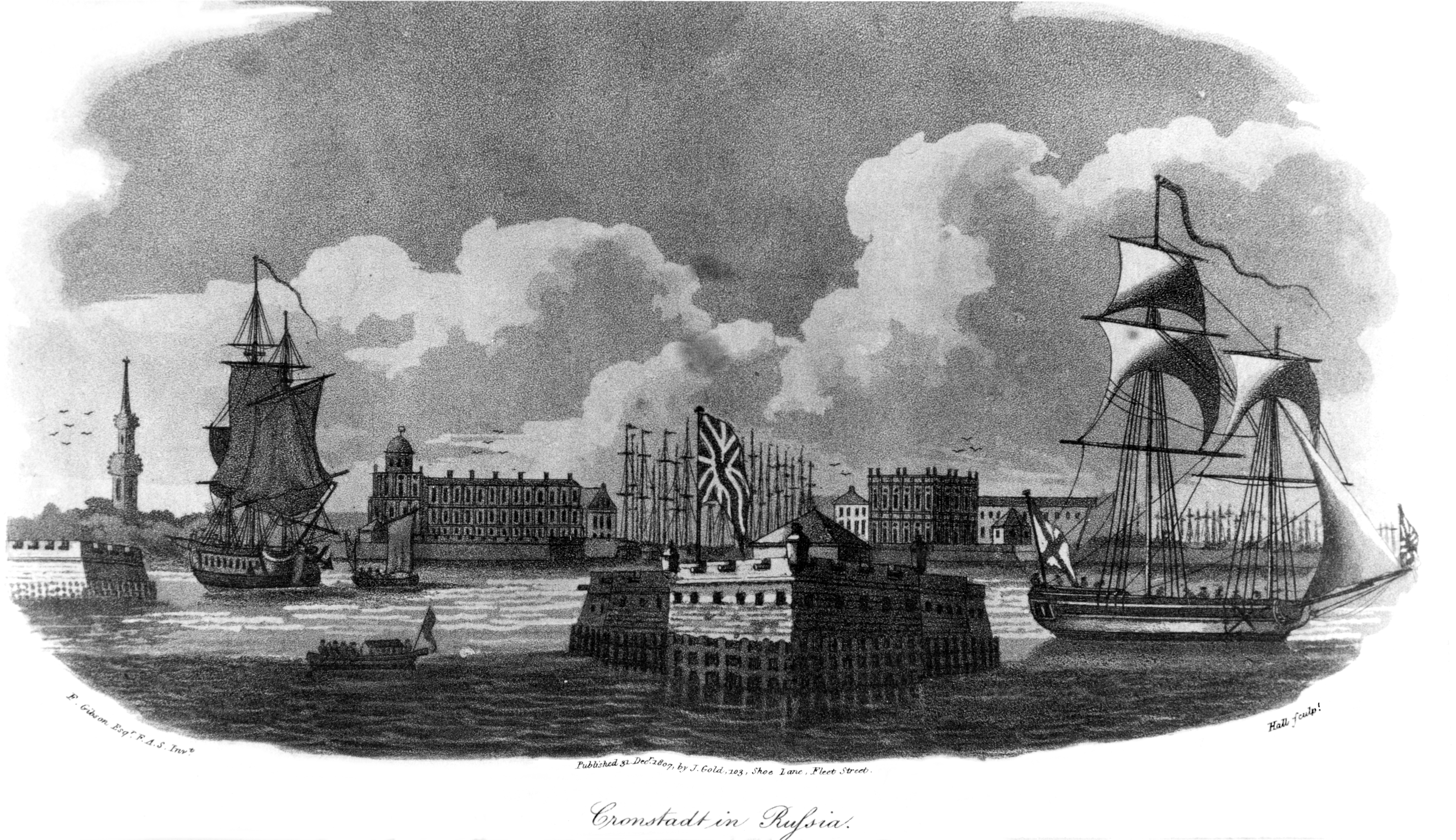
La flotte russe rentrant dans le port de Kronstadt, dessin de Francis Gibson, 1807.

Le 2 décembre, le jour même d'Austerlitz, les généraux britanniques Donn  et Cathcart débarquent en Hanovre avec deux forces, respectivement de 10 000 et 14 000 hommes, et prennent contact avec le général russe Ostermann-Tolstoï, campé devant la forteresse de Hameln, pour se mettre sous ses ordres et préparer des opérations en Allemagne du Nord. Le roi de Suède Gustave IV Adolphe est prêt à se joindre à l'armée coalisée avec 12 000 hommes. Mais la nouvelle de la bataille d'Austerlitz arrive quelques jours plus tard et entraîne l'abandon de ce plan. Les troupes britanniques vont se rembarquer à Cuxhaven ; les troupes russes rentrent par voie terrestre et sont acclamées à Berlin. La reine Louise de Prusse leur fait l'accueil le plus flatteur car elle ne renonce pas à engager son royaume dans la guerre contre Napoléon et accorde un grand prix à l'alliance russe.
Le corps français d'Augereau, qui avait été expédié d'Autriche vers Mayence pour faire face aux forces russo-britanniques, arrive quand elles sont en train d'évacuer l'Allemagne. 
Napoléon maintient ses troupes sur le pied de guerre jusqu'à la signature de la paix. Ce n'est qu'après la conclusion du traité de Presbourg, le 26 décembre 1805, qu'il lance l'ordre d'évacuer le territoire autrichien, mis à exécution à partir des premiers jours de janvier 1806. Plus que les combats, la principale cause de mortalité dans l'armée française aura été le typhus qui, à la fin de 1805, emporte 12 000 hommes dans les hôpitaux de Brno et Vienne.

## Conclusion

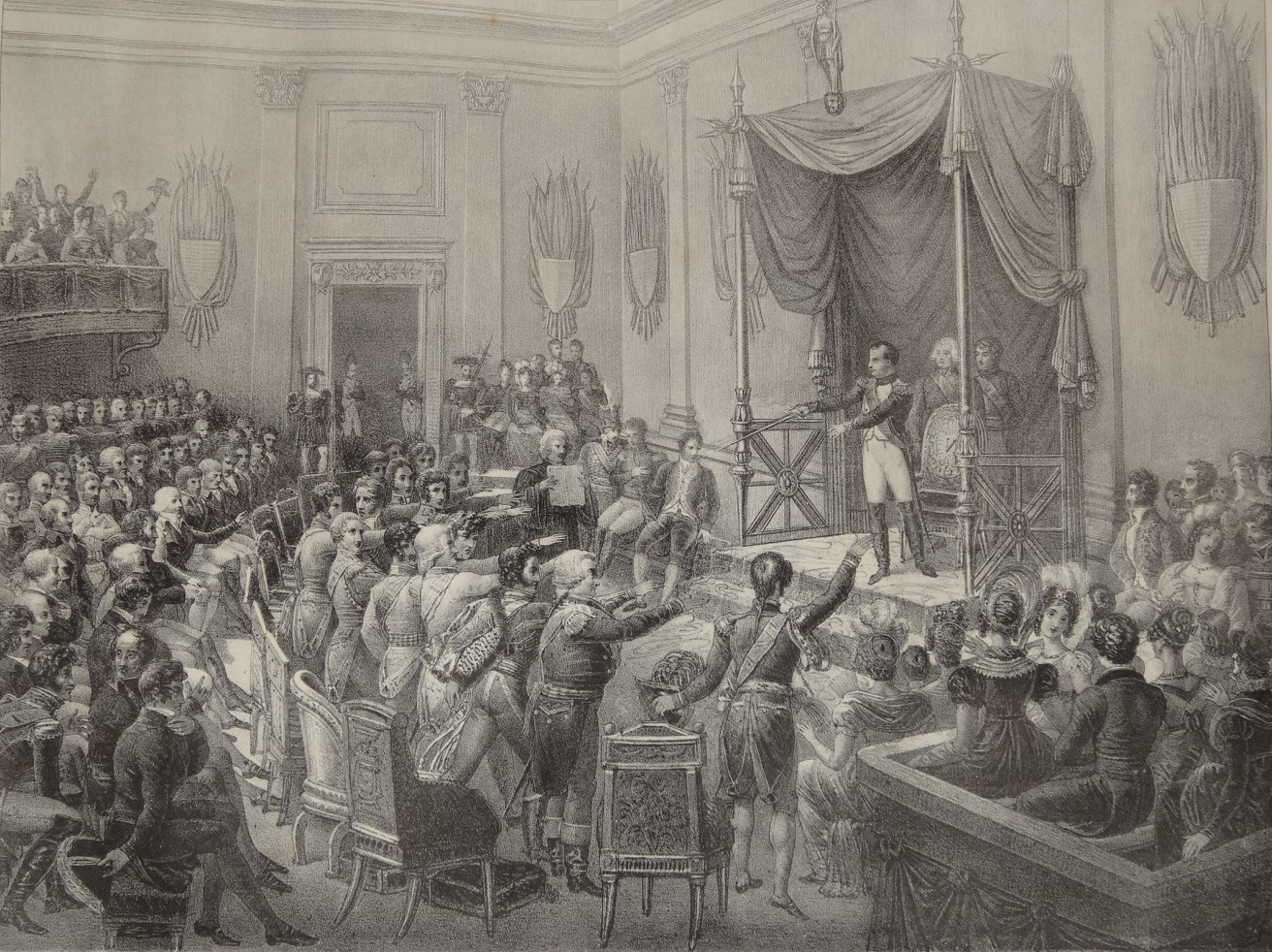
Les princes de la confédération du Rhin prêtant serment d'allégeance à Napoléon le 19 juillet 1806. Gravure de Charles Motte, v. 1820.

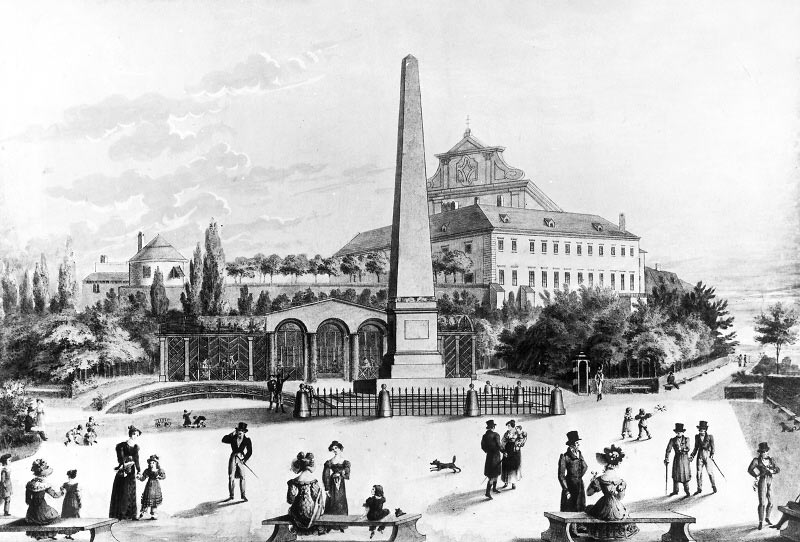
L'obélisque du parc Denisov à Brno, non loin du champ de bataille d'Austerlitz, commémore la fin des guerres napoléoniennes. Gravure de 1820.

Par le traité de Presbourg, l'empire autrichien cède la Vénétie avec 2 120 000 habitants, l'Istrie et la Dalmatie au royaume d'Italie dont Napoléon s'est proclamé roi ; un article stipule que les couronnes de France et d'Italie seront séparées « à la paix générale ». En Allemagne, l'Autriche doit abandonner 877 000 sujets aux alliés de la France : Bavière, Bade et Wurtemberg. En compensation, elle obtient l'électorat de Salzbourg, avec 212 000 habitants, dont le prince, Ferdinand III de Toscane, reçoit en échange le grand-duché de Wurtzbourg. L'ordre Teutonique devient une principauté héréditaire attribuée à un archiduc de la maison de Habsbourg, avec des domaines et prérogatives considérablement amoindris. Le Saint-Empire romain germanique est aboli de fait, enlevant aux princes allemands tout lien de vassalité envers l'empereur ; l'année suivante, ils formeront la confédération du Rhin sous l'égide de Napoléon. L'Autriche doit verser à la France le solde des 100 millions de francs de contribution imposée pendant l'occupation, sans compter les armes et denrées saisies pendant la campagne.
La Prusse se résigne à retirer son ultimatum et accepter le nouvel ordre européen imposé par Napoléon ; elle conserve cependant le Hanovre. Par le traité de Schönbrunn signé le 15 décembre 1805, elle accepte la perte de la principauté d'Ansbach, annexée par la Bavière ; du grand-duché de Clèves et de Berg, érigé en nouvelle principauté pour le maréchal Joachim Murat ; et de la principauté de Neuchâtel, cédée au maréchal français Louis-Alexandre Berthier. 
Austerlitz n'a été une victoire décisive qu'à court terme. L'Autriche est temporairement hors jeu mais Napoléon n'a pas résolu le problème posé par son adversaire principal : le Royaume-Uni, toujours prêt à nouer de nouvelles coalitions. La Russie ne désarme pas et la Prusse n'est que temporairement apaisée.

## Sources